# Автомагістраль

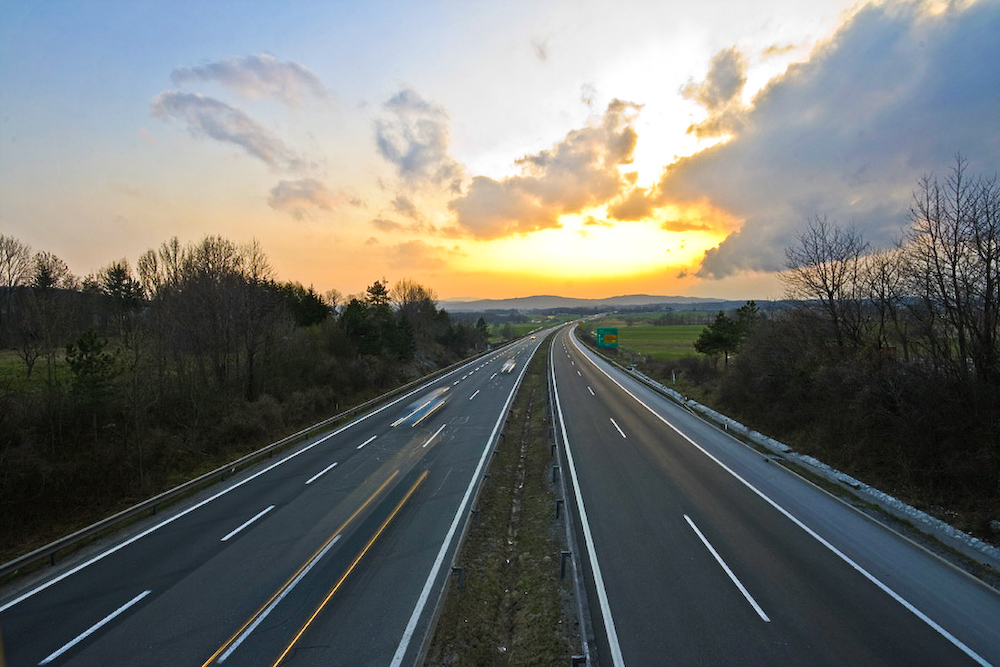
Автомагістраль А1 у Словенії

А́втомагістра́ль (автомобі́льна магістра́ль, автострада) — вид автомобільної дороги, що запроєктована та збудована для швидкісного автомобільного руху, яка не має перетинів в одному рівні з іншими транспортними спорудами, де вхідний і вихідний транспортні потоки є регульованими, а смуги руху в протилежних напрямках фізично розділені для недопущення фронтальних зіткнень.
Регулювання тут слід розуміти не як світлофорне чи здійснюване певною особою (наприклад, вуличним регулювальником), а як те, що заїзд чи виїзд із автомагістралі може здійснюватися лише через рампи та перехідно-швидкісні смуги, що дають змогу підлаштувати швидкість автомобіля до швидкості транспортного потоку на автомагістралі.
Автомагістралі забезпечують безперешкодний рух транспортного потоку без світлофорів та без прямого доступу до в'їзду на території прилеглих до магістралі об'єктів. Єдиним винятком є з'їзди на територію об'єктів та служб, що безпосередньо обслуговують автомагістраль, як, наприклад, станції дорожнього сервісу. Перетини з іншими дорогами, залізницями, пішохідними доріжками виконані виключно в різних рівнях, тому транспортні потоки не перетинаються. Це кардинально підвищує безпеку руху.
Перші автомагістралі з'явилися на початку 20-го століття. 1924 року Італія відкрила автостраду Autostrada dei Laghi (тепер Автострада А8), що з'єднала Мілан та Варезе. Невдовзі в Німеччині був споруджений перший автобан, що з'єднав Бонн та Кельн. Автомагістралі швидко поширилися в Європі та Америці. Англія була однією з останніх розвинутих країн, що впровадила такі дороги (Preston By-pass, 1958).

## Означення

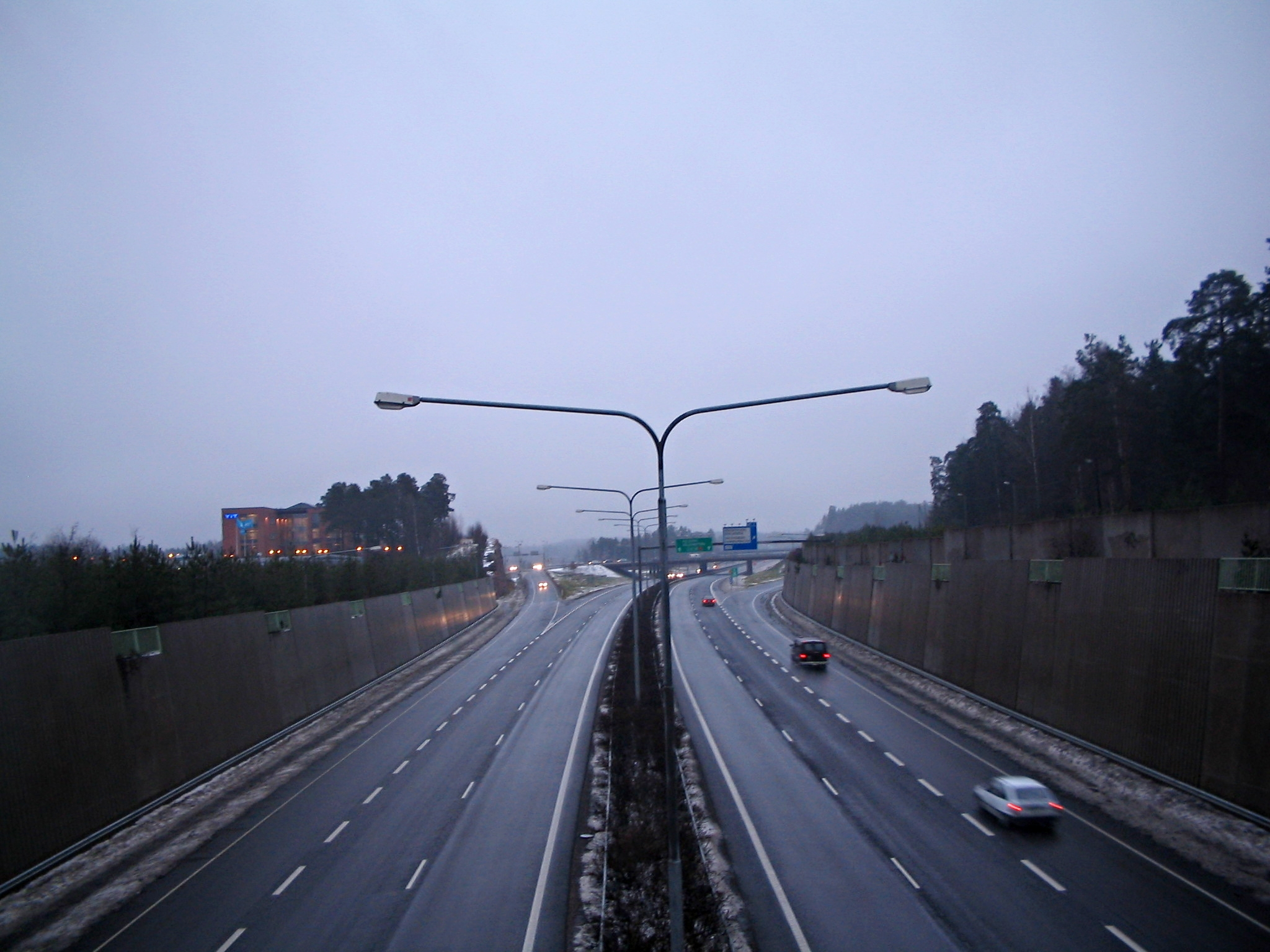
Фінська національна дорога 1 (E18) в Турку

Основний документ на проєктування та будівництво автомобільних доріг в Україні — ДБН В.2.3-4 — дає таке означення автомагістралі:
|  | Автомобільна дорога, яка має чотири й більше смуг руху, огородження на узбіччях і розділювальній смузі, перетинає в різних рівнях інші дороги, залізничні й трамвайні колії, пішохідні й велосипедні доріжки, шляхи проходу тварин та обгороджена сіткою або іншим видом огорожі, що мінімізує можливість несанкціонованого доступу на дорогу тварин та людей. |

Таке означення практично повторюється і в Правилах дорожнього руху України.
Воно не повністю корелюється зі стандартами на автомагістралі в інших країнах. Наприклад, у США та Канаді огородження на розділювальній смузі може не бути, якщо смуги руху розділені широким кюветом. А огородження на узбіччях зазвичай передбачається лише на високих насипах або для захисту автомобілів від зіткнення зі спорудами (підпорами мостів, фундаментами дорожніх знаків тощо).
Організація економічного співробітництва та розвитку подає наступне означення:
Дорога, спеціально запроєктована та споруджена для автомобільного руху, що не обслуговує суміжні території, і яка:
(a) має смуги руху, протилежні напрямки яких розділені серединною смугою, не призначеною для проїзду, або ж іншими роздільни́ми засобами;
(b) не має перетинів в одному рівні з іншими дорогами, залізницями, трамвайними коліями та пішохідними доріжками;
 (c) позначена відповідними дорожніми знаками й призначена лише для певних транспортних засобів.
У більшості штатів Америки стандарти означують автомагістраль через ієрархічну послідовність термінів:
- freeway — це expressway з повним контролем доступу і розділеними рівнями на всіх перетинах доріг;
- expressway — це arterial highway з розділеними смугами руху, що призначений для транзитного проїзду, з частковим або повним контрольованим доступом, з розв'язками у різних рівнях на головних перетинах доріг;
- arterial highway — загальний термін для доріг, що призначені для транзитного руху, зазвичай з прямим безперервним сполученням[6]:

## Термінологія
Загальним англомовним терміном для такого типу доріг є «дороги з контрольованим доступом» (англ. Controlled-access highway). Інші локальні та національні назви:
freeway (Австралія, Південна Африка, США, Канада);
interstate (США);
motorway (Сполучене Королівство, Пакистан, Ірландія, Нова Зеландія, частина Австралії);
expressway (частина Канади та США, країни Азії);
autoroute (Франція, Квебек);
autostrada (Польща, Італія, Румунія);
Autobahn (Німеччина, Австрія);
autopista (іспаномовні країни).
Попри те, що термін «автомагістраль» траплявся в радянській періодиці, у технічній літературі він прижився лише після виходу у світ невеликої книги-посібника «Проектирование автомагистралей» (автор — В. Ф. Бабков, 1966). До 1985 року в нормативній літературі (будівельні норми та правила) термін «автомагістралі» не використовувався, натомість вимоги до доріг категорії І повністю відповідали закордонним вимогам до автомагістралей.
У редакції Будівельних Норм і Правил (рос. СНиП 2.05.02-85) від 1985 року категорія доріг І була розділена на підкатегорії Іа та Іб. Їм надали окремі назви — «автомагістраль» та «швидкісна дорога».
Термін автомагістраль та автомобільна магістраль не слід плутати з терміном магістральна дорога, який вживається для мережі вулиць та доріг населених пунктів. А термін магістральна автомобільна дорога вживається для класифікації доріг державного значення і не є тотожним автомагістралі.

## Історія

Перша у світі автомагістраль 1924 року з'єднала Мілан з Варезе, Італія.

Заведено вважати, що першою автомагістраллю була платна дорога Autostrada dei Laghi завдовжки 43 км, що 1924 року з'єднала Мілан з Варезе. Дорога мала кілька розв'язок на двох рівнях, не мала роздільної смуги (лише нанесена фарбою роздільна лінія), була завширшки від 11 до 14 метрів (з покриттям 8–12 м), з максимальними поздовжніми похилами до 30 ‰ й горизонтальними кривими радіусом не менше ніж 400 м. Розраховувалася вона на тисячу автомобілів на день і була більш ніж комфортна для кількох десятків авто, що проїжджали дорогою протягом дня в перші місяці. Покриття бетонне, завтовшки від 18 до 20 см, що теж було більш ніж достатньо для тогочасних авто. У перші роки автомагістраль була відкрита лише від шостої ранку до першої ночі.
Американці теж претендують на першість у спорудженні таких доріг. 1908 року в Лонг-Айленді відкрилася перша ділянка дороги завдовжки 10 миль (16 км), що згодом (1911) з'єднала Квінз із озером Ронконкома (Нью-Йорк) (всього 45 миль, або 72 км). Всі перетини з іншими дорогами були виконані в різних рівнях, покриття одне з перших у світі було влаштовано з віражами на поворотах. Бетон для покриття дороги теж був новинкою для США. Втім, ця дорога була приватною і будувалася головним чином для автомобільних перегонів. Після серйозної аварії 1910 року автоперегони на ній були заборонені й вона стала платною дорогою. Головний атрибут автомагістралі — транспортні розв'язки у двох рівнях — були споруджені не для безпеки та зручності загального транспортного потоку, а для безпеки автоперегонів. А згодом таке планування полегшило переведення дороги в платну. Цю дорогу автомагістраллю не зовсім можна назвати, оскільки її можна було перетинати, здійснюючи лівий поворот від плаз оплати проїзду.

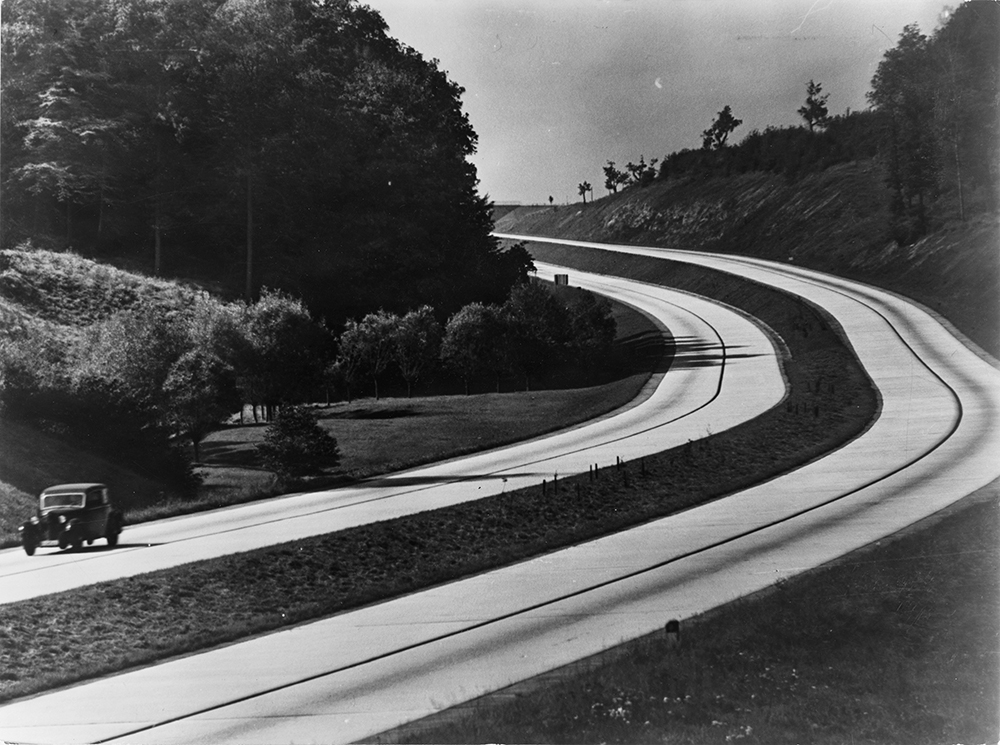
Перші автомагістралі з розділеними смугами руху (1936, Німеччина). Дорожня розмітка нанесена чорною фарбою.

Німецький претендент на першу автомагістраль — ділянка дороги АФУС, споруджена 1921 року, теж задумувалася як трек для автоперегонів. Три шляхопроводи через поперечні дороги не були транспортними розв'язками, оскільки не мали рамп для виїзду на швидкісну дорогу. Пряма ділянка довжиною майже 10 км з розділеними смугами руху створювала враження надсучасної автомагістралі на той час. Це була перша автомагістраль із окремим земляним полотном для протилежних напрямків руху. Втім, зроблено це було не з огляду на комфорт і безпеку їзди щоденного транспорту, а лише тому, що час від часу на автомагістралі проходили змагання з автоперегонів по кільцевому маршруту. Тому смуги руху в протилежних напрямках були розділені широкою смугою з кюветом. Лише в середині 30-х років це стало стандартом автомагістралей.
У Північній Америці розділені смуги руху разом з перетинами у двох рівнях були вперше впроваджені 1924 року при спорудженні дороги Bronx River Parkway у Нью-Йорку.
Проте найбільшої слави інноваторів отримали все ж німецькі автобани. Німці не перші почали будову подібних доріг, але системний підхід до планування та проєктування мережі автомагістралей вивів їх у світові лідери. Не останню роль у цьому зіграла німецька пропаганда. Засноване 1924 року приватне «Товариство з вивчення будівництва автомобільних доріг» (нім. Studiengesellschaft für Automobile Straßenbau — STUFA) через два роки оприлюднило вельми амбіційний план зі спорудження 22,5 тисячі кілометрів автомагістралей (нині в Німеччині є наполовину менше таких доріг). Цього ж року створено державну «Асоціацію з планування автодороги ганзейських міст Франкфурт — Базель»
(нім. Verein zur Vorbereitung der Autostraße Hansestädte-Frankfurt-Basel — HaFraBa), яка зайнялася практичним плануванням сучасних доріг. Невдовзі був готовий проєкт першої автомагістралі загального користування між містами Кельн і Аахен. Через кризу проєкт був обмежений ділянкою завдовжки 20 км між Бонном та Кельном, яка й була урочисто відкрита 1932 року мером Конрадом Аденауером (зараз це автобан ). Дорога мала чотири смуги руху, розділені лише дорожньою розміткою, бетонне покриття, перетини у двох рівнях, була розрахована на рух зі швидкістю до 120 км/год, хоча середня швидкість тодішніх авто була лише 60 км/год. Спеціально до офіційного відкриття поліція опублікувала правила користування дорогою, за якими на ній було заборонені розвороти, зупинки, паркування, і рух дозволявся лише автомобілям.
Німецькі автобани відразу стали взірцем для наслідування в інших країнах світу. Наприклад, перша автомагістраль у Канаді — QEW — була інспірована саме автобанами.
А в британській газеті після берлінської олімпіади 1936 року з'явилася стаття під заголовком «Англії потрібні нацистські дороги».

## Проєктні рішення

### Планування

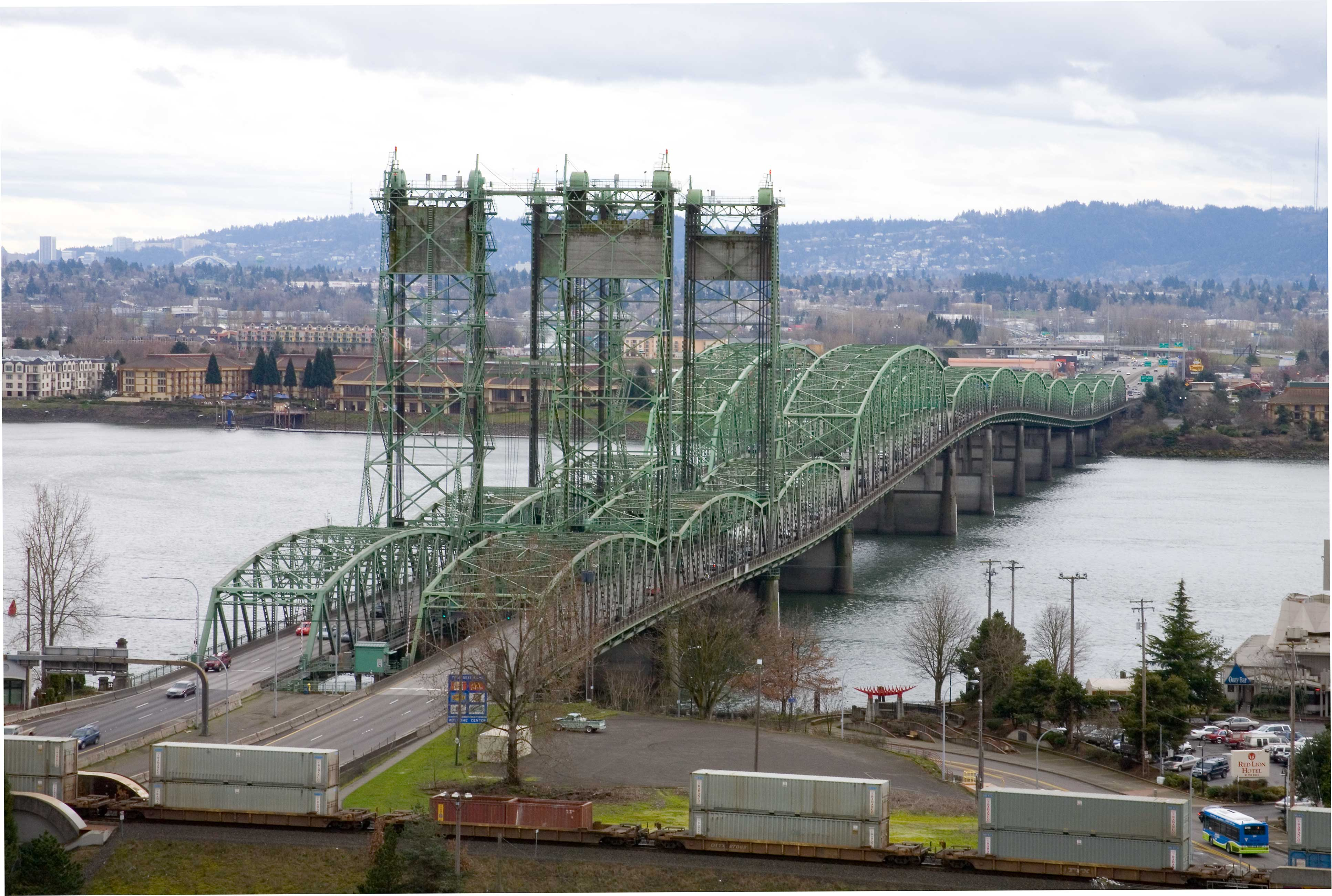
Рух на автомагістралі I-5 зупиняється світлофором, якщо міст піднятий для пропуску суден (Орегон, США). Зелені сигнали світлофорів видно за гілками дерева.

Автомагістралі не мають перетинів на одному рівні з іншими дорогами, залізницями, пішохідними чи велосипедними доріжками. Тому світлофори на них не встановлюються. Проте є кілька прикладів, де світлофори все ж застосовуються. Один із них — на американській автомагістралі I-5, яка має розвідний міст через річку Колумбія в штаті Орегон. Світлофор, що встановлений на фермах моста, зупиняє транспортний потік, якщо міст піднятий для пропуску суден.. Це трапляється нечасто — по 10 хв 10–20 разів на тиждень. Всього в США є вісім розвідних мостів на автомагістралях, які обладнані світлофорами.
Перетини автомагістралей із іншими дорогами зазвичай виконуються у вигляді шляхопроводів, причому по них найчастіше проходить дорога нижчої категорії, щоб зменшити розміри моста і його вартість. В окремих випадках для пішоходів та велосипедистів споруджують легкі мости або тунелі під дорогою, щоб не змушувати їх робити обходи до найближчих розв'язок і не спонукати до спроб перебігти дорогу.
Доступ до автомагістралі з інших доріг здійснюється зазвичай із багаторівневих транспортних розв'язок, які покликані усунути конфлікти між потоками, що перетинаються, а також є «синхронізаторами», підлаштовуючи швидкість автомобілів під умови руху на автомагістралі. Досить поширені випадки (особливо на «не строгих» автомагістралях), коли для економії коштів на штучні споруди влаштовують з'їзди праворуч та виїзди на автомагістраль із правим поворотом (як, наприклад, на Бориспільському шосе).
Втім, у складних випадках схеми розв'язок можуть видати досить дивні результати. Наприклад, поблизу містечка Брізвуд у Пенсільванії дороги I-70 та I-76 перетинаються в різних рівнях, але, щоб із південного напрямку I-76 перейти на південний напрямок I-70, потрібно зробити петлю завдовжки понад 6 км.

Приклади транспортних розв'язок на автомагістралях
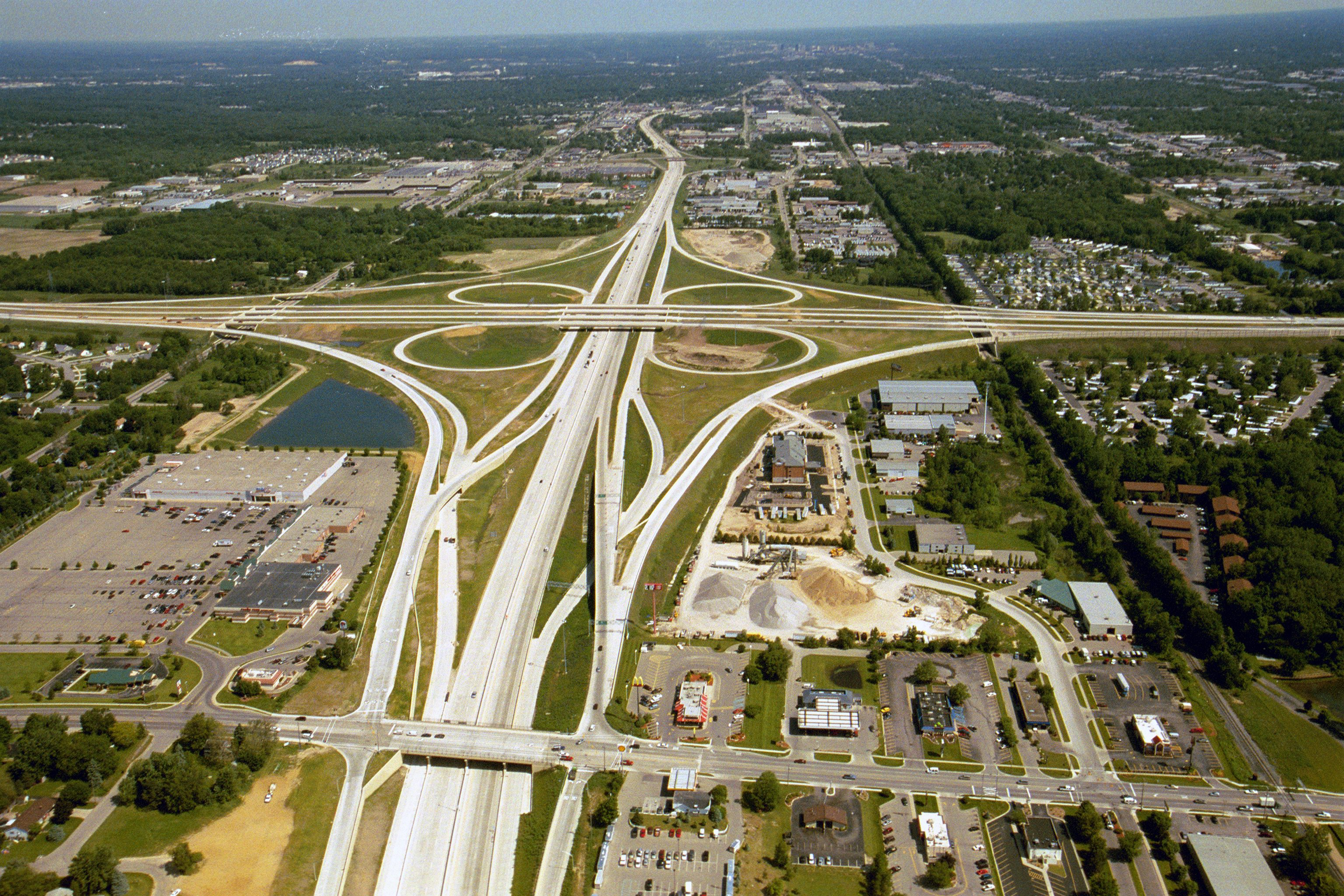
Перетин US 131 і M-6 поблизу Вайомінг (округ Кент (Мічиган)). Два рівні.
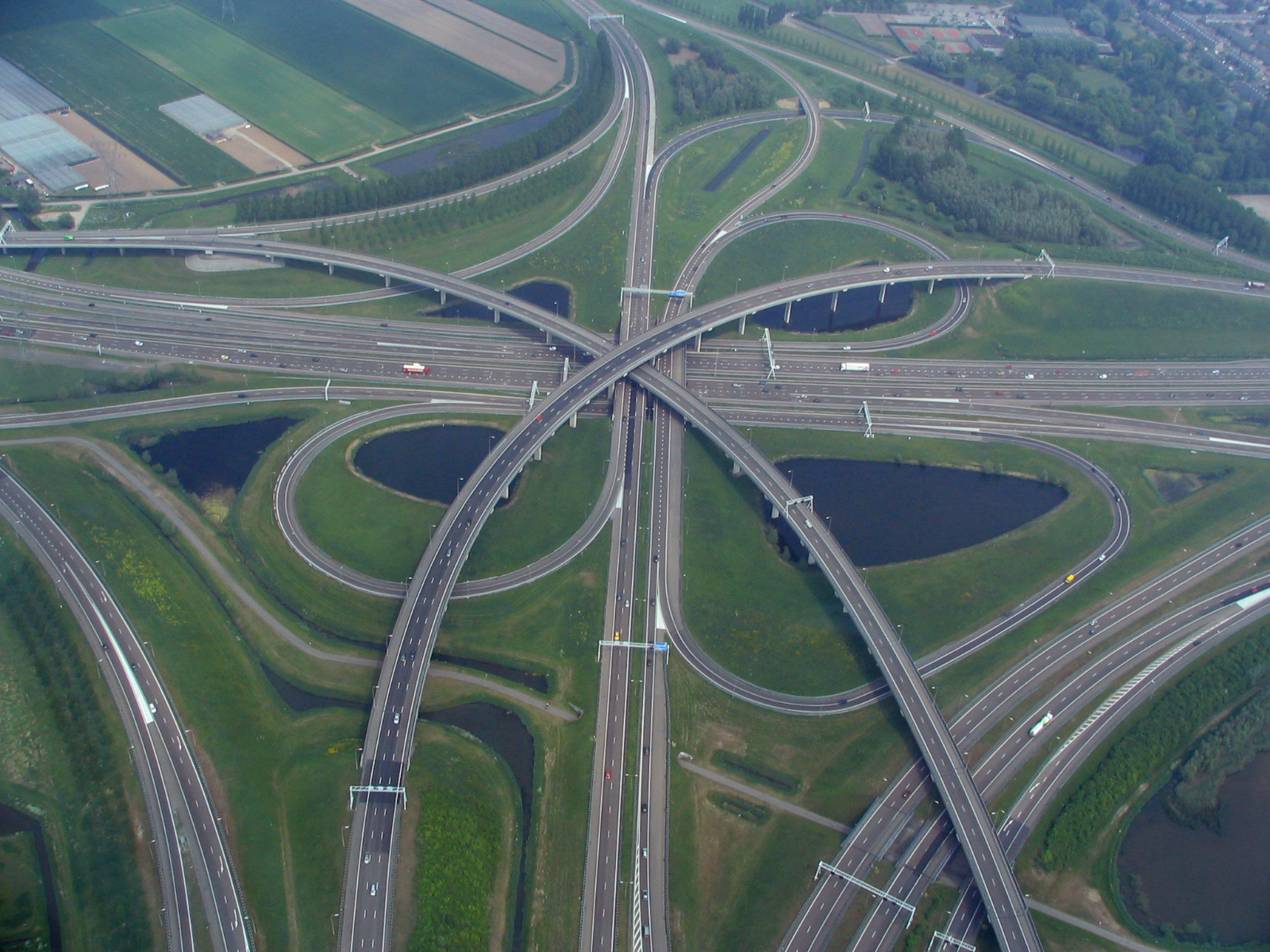
Перетин автомагістралей A-15 та A-16 поблизу Роттердаму в Нідерландах. Три рівні.
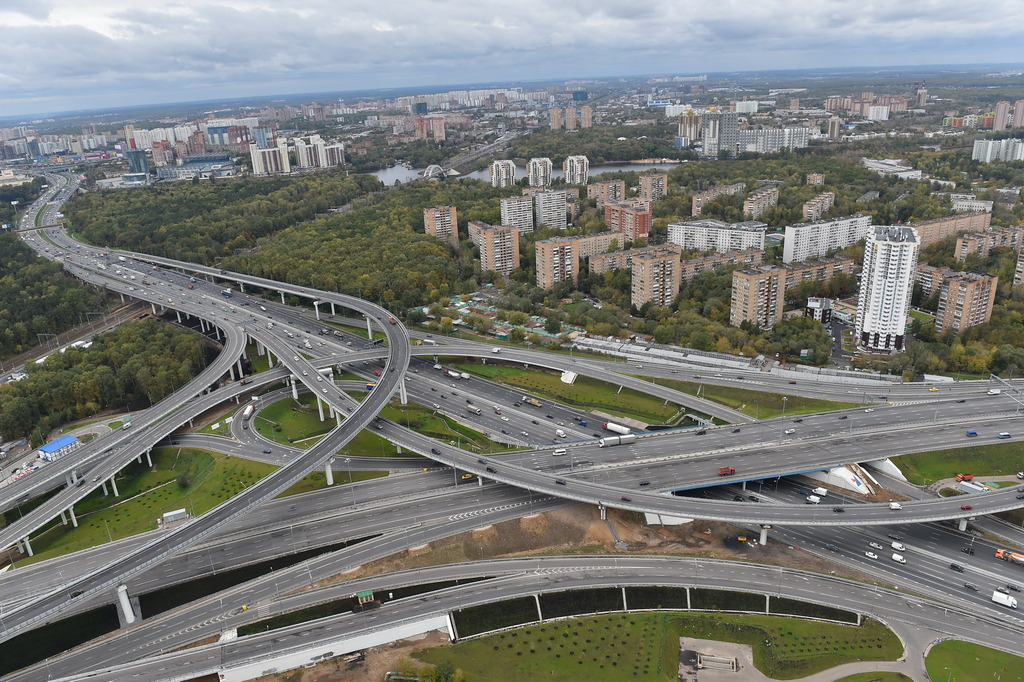
Бусинівська розв'язка на Московській кільцевій автомобільній дорозі (МКАД). Чотири рівні.
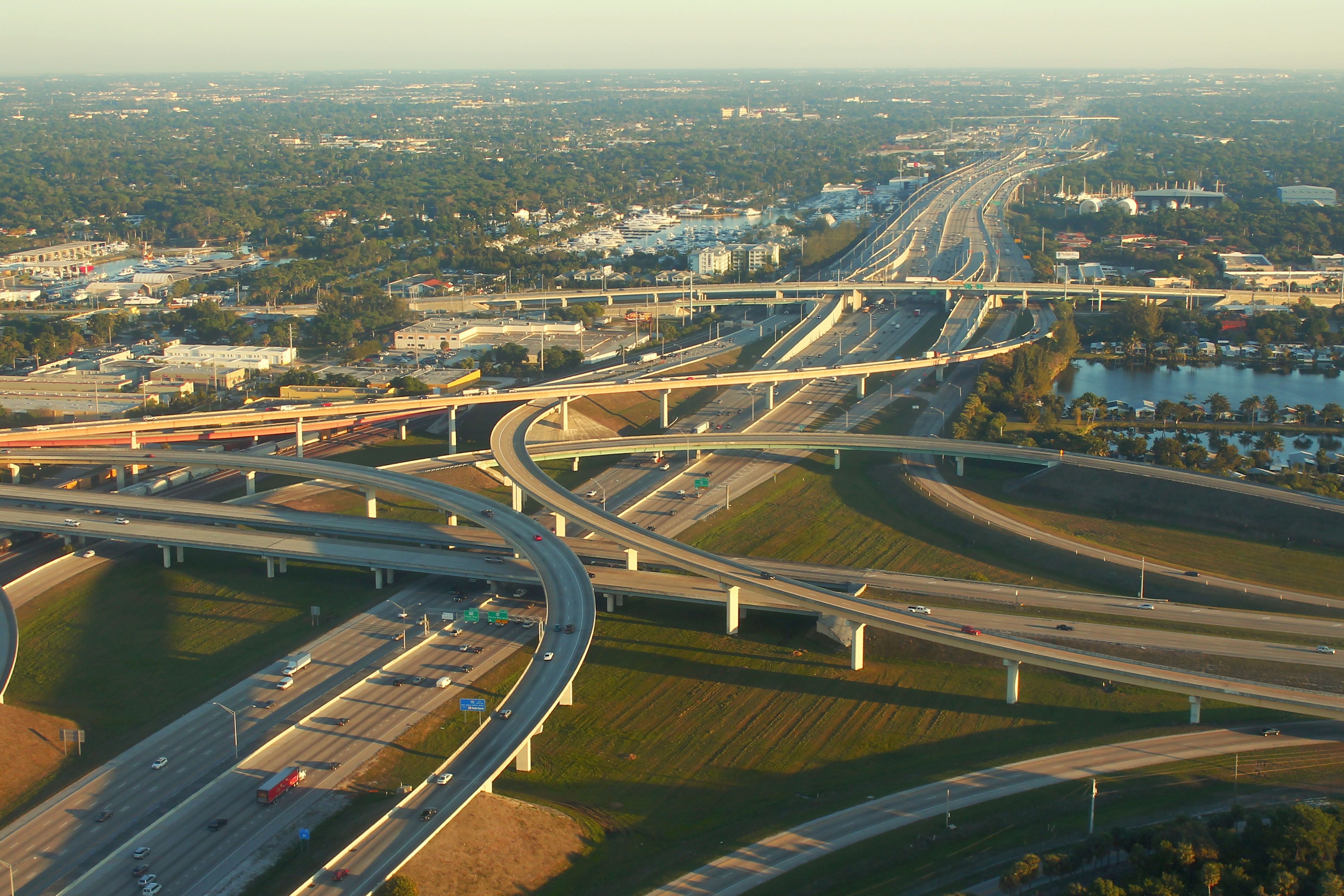
Розв'язка «Веселка» у Форт-Лодердейл (Флорида). Чотири рівні.
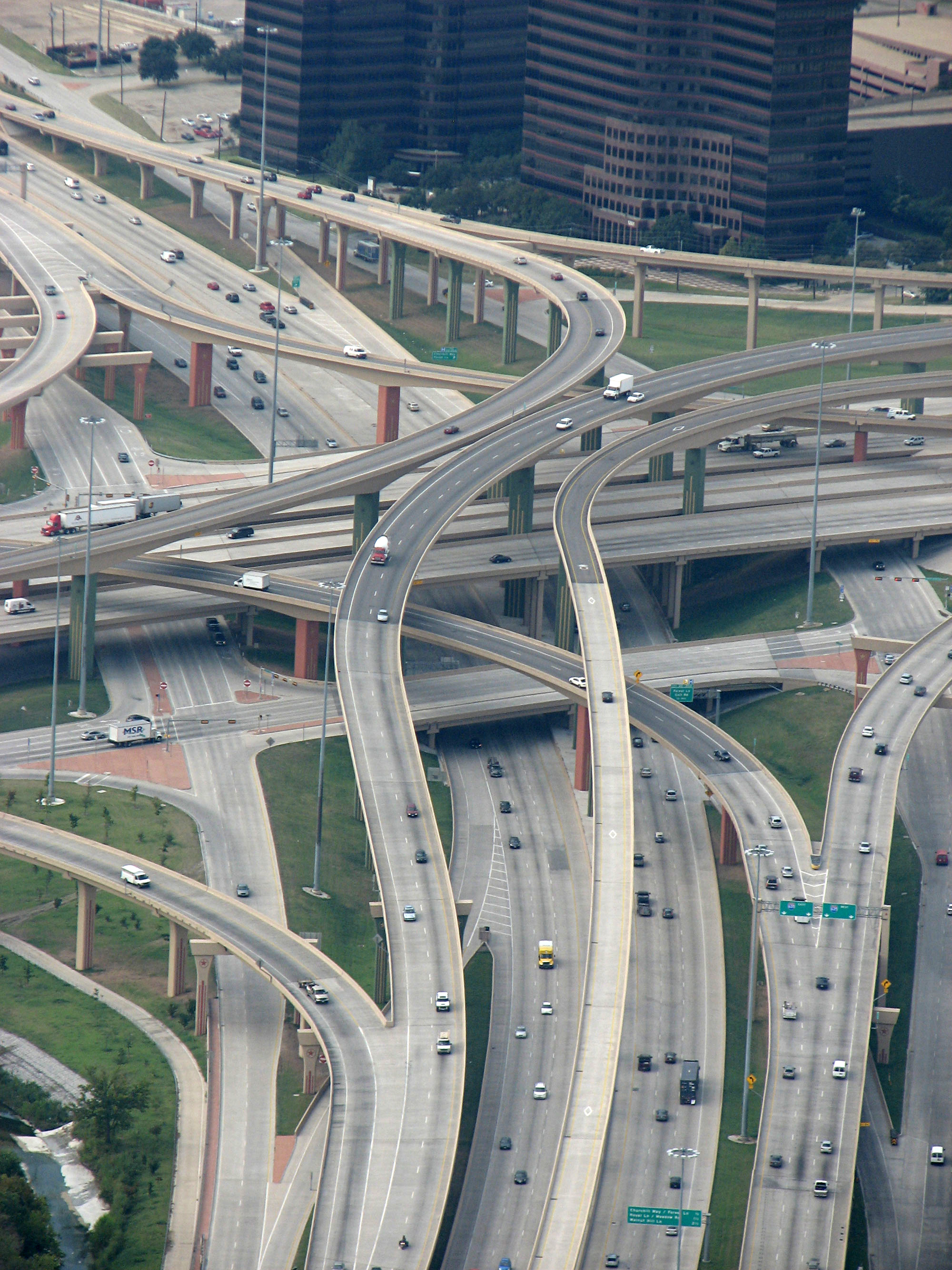
Розв'язка «High Five» у Далласі (Техас). П'ять рівнів.
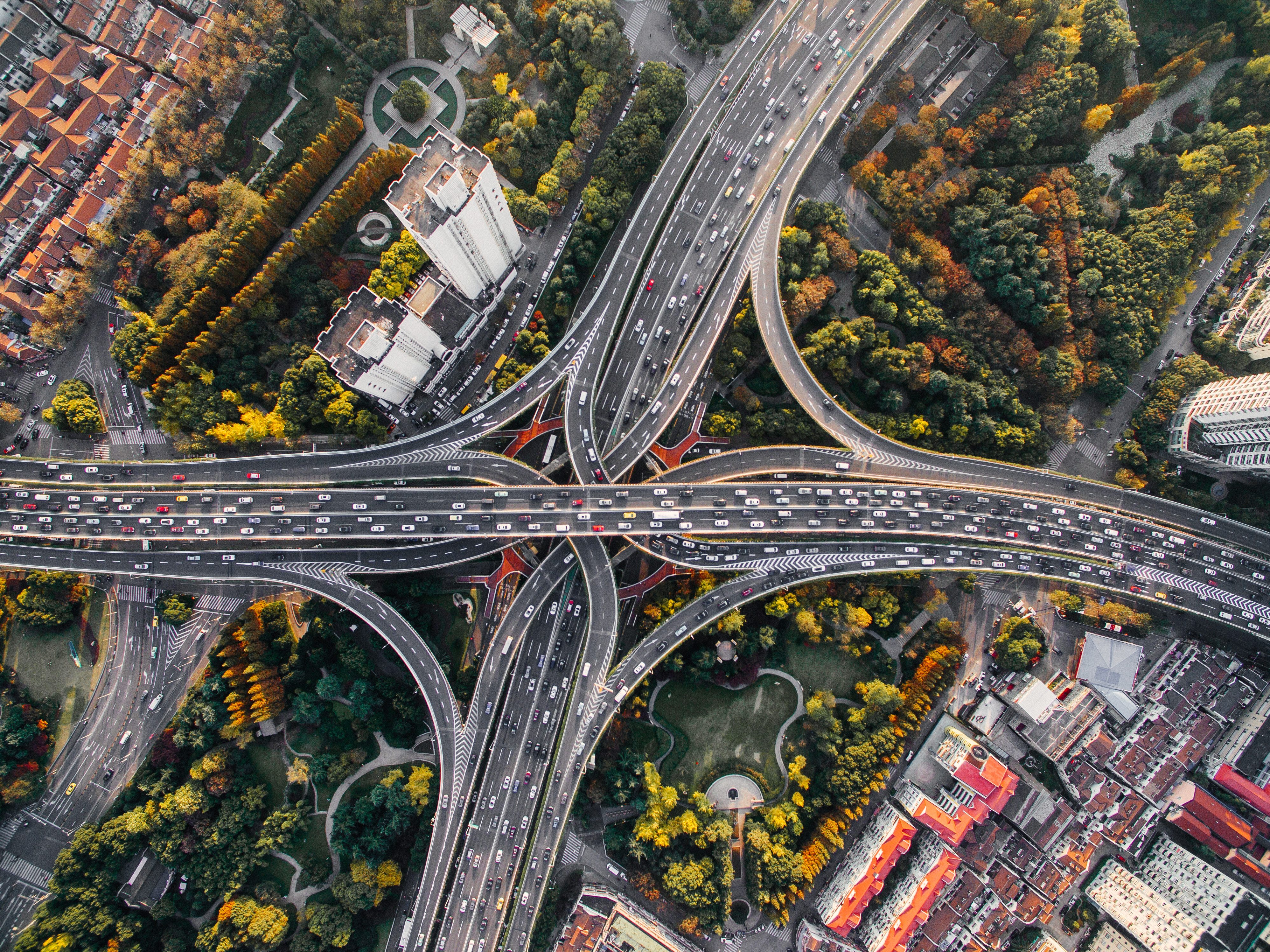
Перетин доріг Nanbei Elevated Road та Yan'an Elevated Road у Шанхаї (Китай). Шість рівнів.

### Швидкість руху
Кожна країна окремо регулює швидкість на автомагістралях. На частині доріг Німеччини обмеження відсутні, лише встановлюються знаки рекомендованого обмеження — 130 км/год.
Найбільша допустима швидкість встановлена в Об'єднаних Арабських Еміратах — 160 км/год. У Болгарії, Польщі й Техасі узаконено рух зі швидкістю 140 км/год. У США дозволені швидкості в різних штатах варіюються від 60 миль/год (97 км/год) до 85 миль/год (135 км/год).

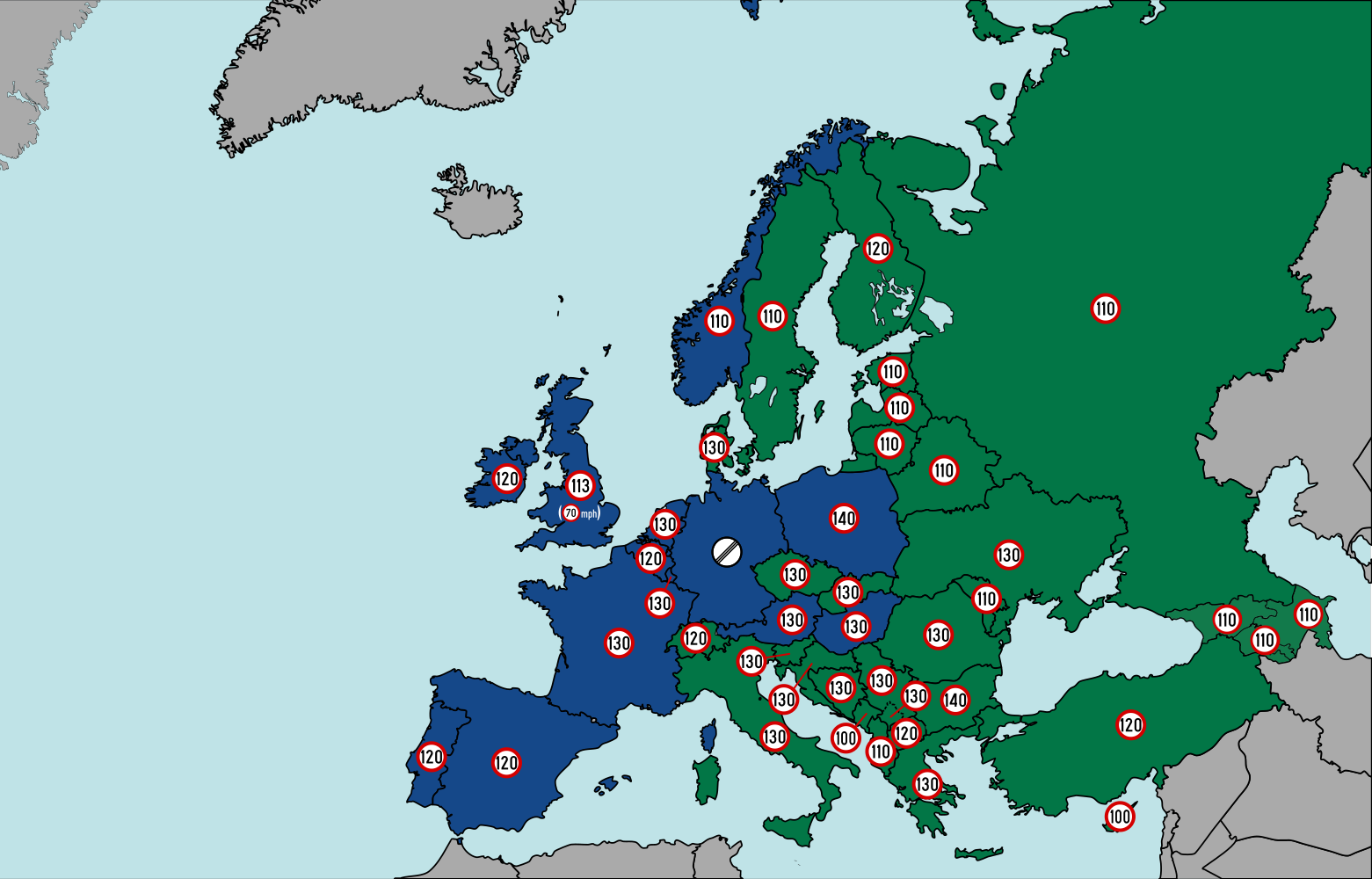
Дозволені швидкості на автомагістралях Європи.
Дозволені швидкості на автомагістралях США (у милях за годину).
Дозволені швидкості на автомагістралях світу.

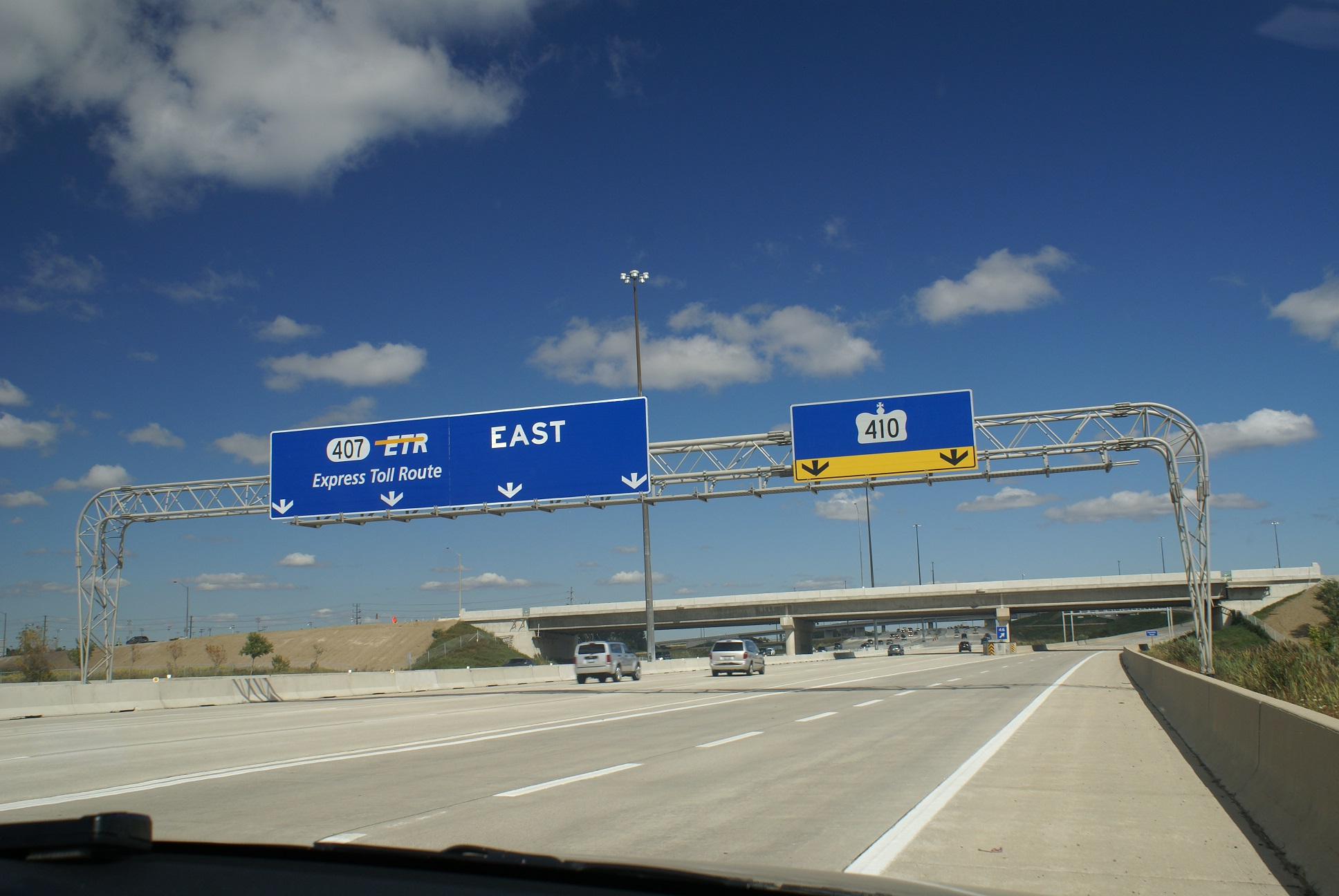
Інформаційно-попереджувальний знак на автомагістралі HWY 407 (Онтаріо). Кожна стрілка розміщена над відповідною смугою руху.

Зазвичай, для автомагістралей встановлюється також мінімальна швидкість, щоб «повільні» автомобілі не створювали перешкод для швидкого руху. У більшості штатів Америки мінімальна швидкість становить 40 —45 миль за годину (64 —72 км/год). Оригінально встановлено нижню межу в Гаваях — вона не повинна бути нижчою, ніж на 10 миль за годину (16 км/год) від максимально дозволеної.
У штаті Вісконсин мінімум не встановлений чисельно, але закон приписує «…Ніхто не повинен їхати так повільно, щоб створювати перешкоди для нормального руху транспорту».
Українські норми встановлюють для автомагістралей мінімальну швидкість 40 км/год.[джерело?]
Дозволена швидкість руху на автомагістралях зазвичай вища, ніж на інших дорогах. Це зменшує час прийняття рішень, тому автомагістралі облаштовують дорожніми знаками більшого розміру. Наприклад, знак обмеження швидкості для автомагістралей в Онтаріо в півтора рази більший за звичайний. Якщо автомагістраль має багато смуг руху, то знаки розміщують на фермах понад дорогою. Особливо це стосується інформаційно-вказівних знаків.
На великій швидкості водій не має часу порахувати кількість стрілок на знаку і смуги руху, щоб визначити, яка саме стрілка стосується його смуги (як, наприклад, це зроблено на знаках Бориспільського шосе). Тому знаки напрямку руху розміщуються над тими смугами, до яких вони стосуються.

### Поперечник дороги

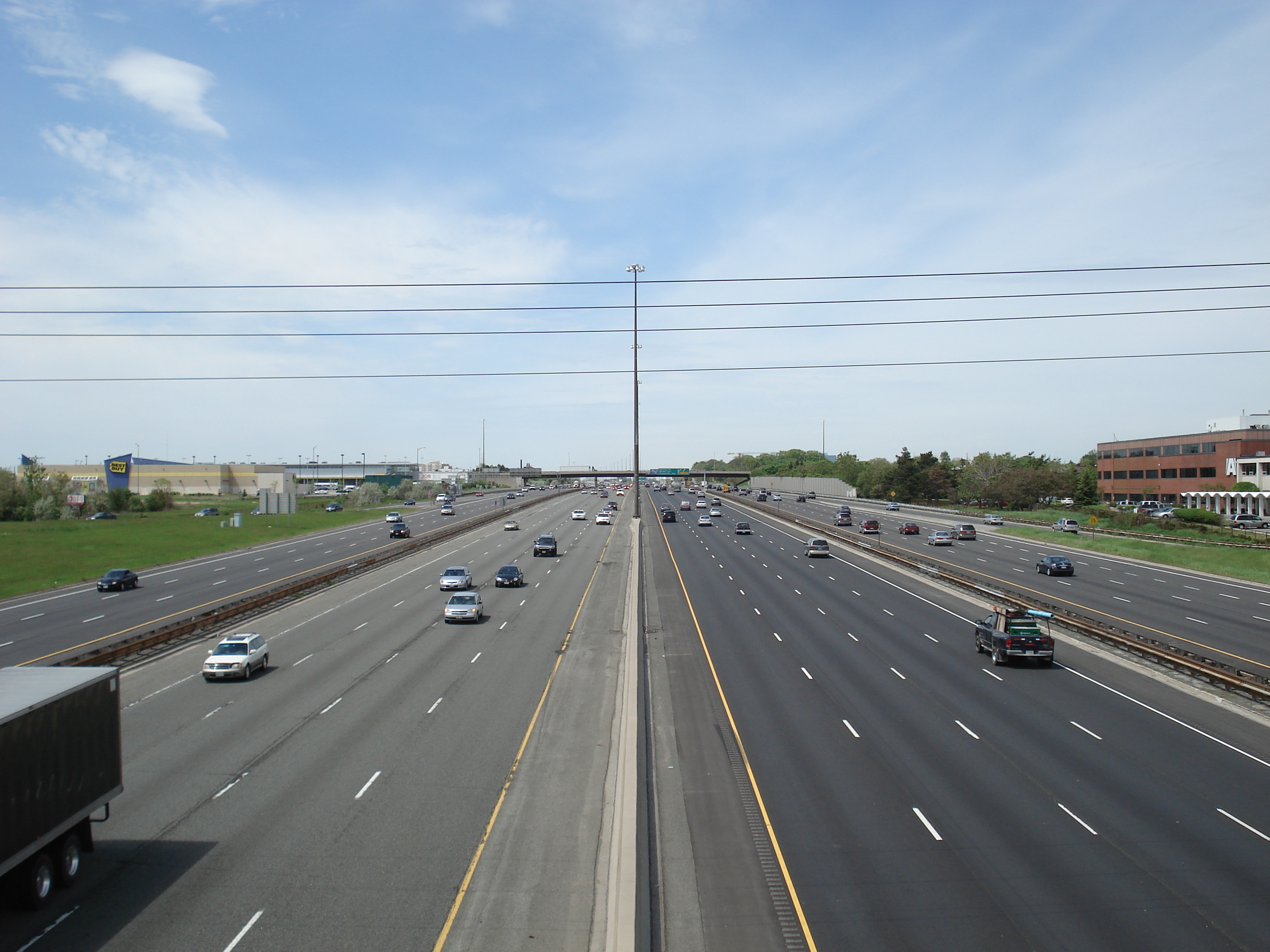
HWY-401 має 4 смуги руху на експрес-частині і 3 смуги на колекторі у кожному напрямку (Скарборо, Онтаріо). Крайня права смуга колектора є перехідною і закінчується, про що свідчить перервна дорожня розмітка з меншим інтервалом.

Пропускна спроможність автомагістралі в розрахунку на одну смугу руху починає знижуватися, якщо кількість смуг в одному напрямку перевищує 3 — 4. Це пов'язано з тим, що автомобілям доводиться робити багато переміщень між крайніми смугами, що негативно впливає на безпеку та швидкість руху всього потоку. Особливо яскраво це проявляється в міських зонах, де з'їзди з автомагістралей влаштовуються частіше. Автомобілі, що використовують автомагістраль для 2 — 3 прогонів, перешкоджають транзитному транспорту.
Одним із рішень є розділення автомагістралі в кожному напрямку на експрес та колектор, що розділені бар'єром. З'їзди й виїзди влаштовують лише з колекторів, а перехідні смуги між колектором і експресом роблять у два-три рази рідше. Унаслідок цього автомобілі, що використовують автомагістраль на невеликі віддалі, рухаються лише по колектору, залишаючи експрес-смуги для транзитного транспортного потоку. Зазвичай колектори мають такі ж геометричні параметри й дозволену швидкість, як і експрес-смуги. Таке розділення (англ. local-express lanes або англ. collector-express system) використовується на десятках доріг Північної Америки та інших країн світу.
Найближчий до України приклад — дорога  S2 поблизу її перетину з  S8 на південному заході Варшави (див.карту).
Обов'язковим на автомагістралі є елемент, що розділяє зустрічні потоки машин, запобігаючи їх лобовому зіткненню. Цим елементом може бути трав'яна смуга з кюветом або смуга зі штучним бар'єром. Окрім фізичного розділення потоків ця смуга зменшує психологічний вплив зустрічних автомобілів на водіїв. Вважається, що 4 — 5 м достатньо, щоб водії почувались комфортно і не остерігалися лобового зіткнення. Інколи роздільна смуга робиться значно ширшою, щоб зарезервувати місце для наступного розширення дороги. Наприклад, автомагістраль HWY407, яка зараз має по п'ять смуг руху в кожному напрямку, розпочиналася з трьох смуг у 1990-х роках і згодом кожні наступні 5–7 років послідовно поширювалася досередини на одну смугу.

Розділення напрямків руху
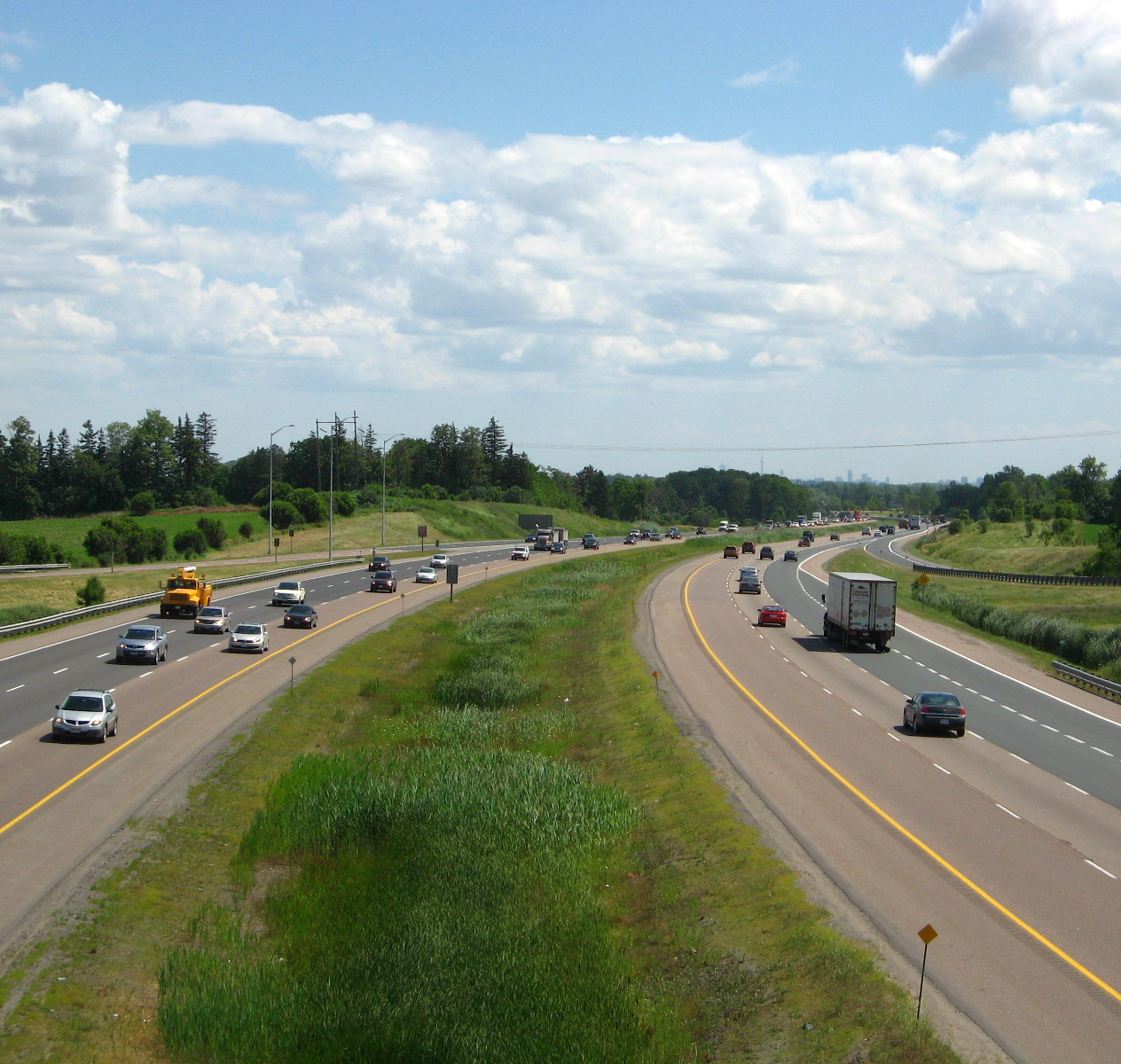
Highway 404 з роздільною смугою у вигляді кювету
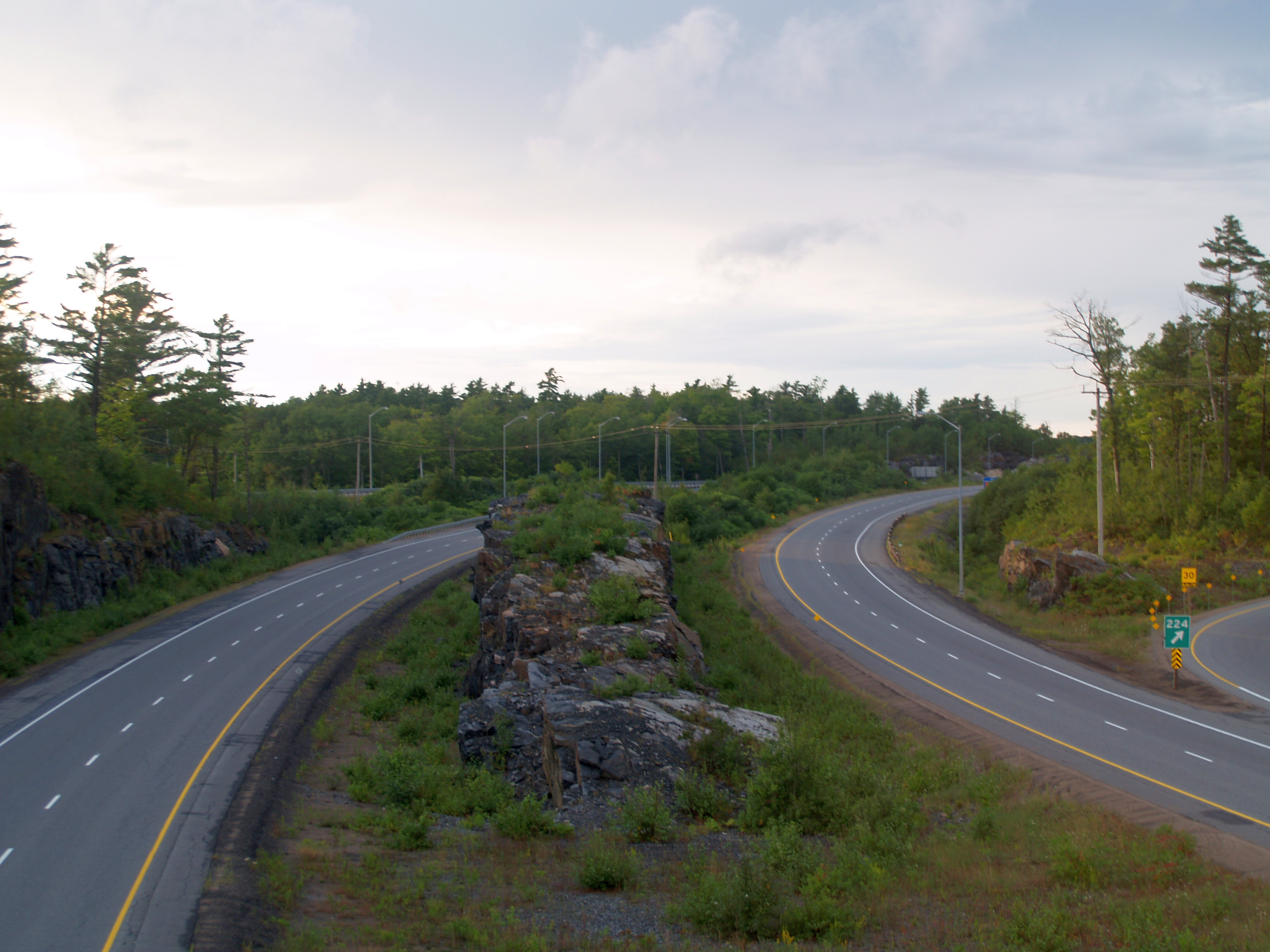
Природні об'єкти розділяють смуги руху на півночі Highway 400
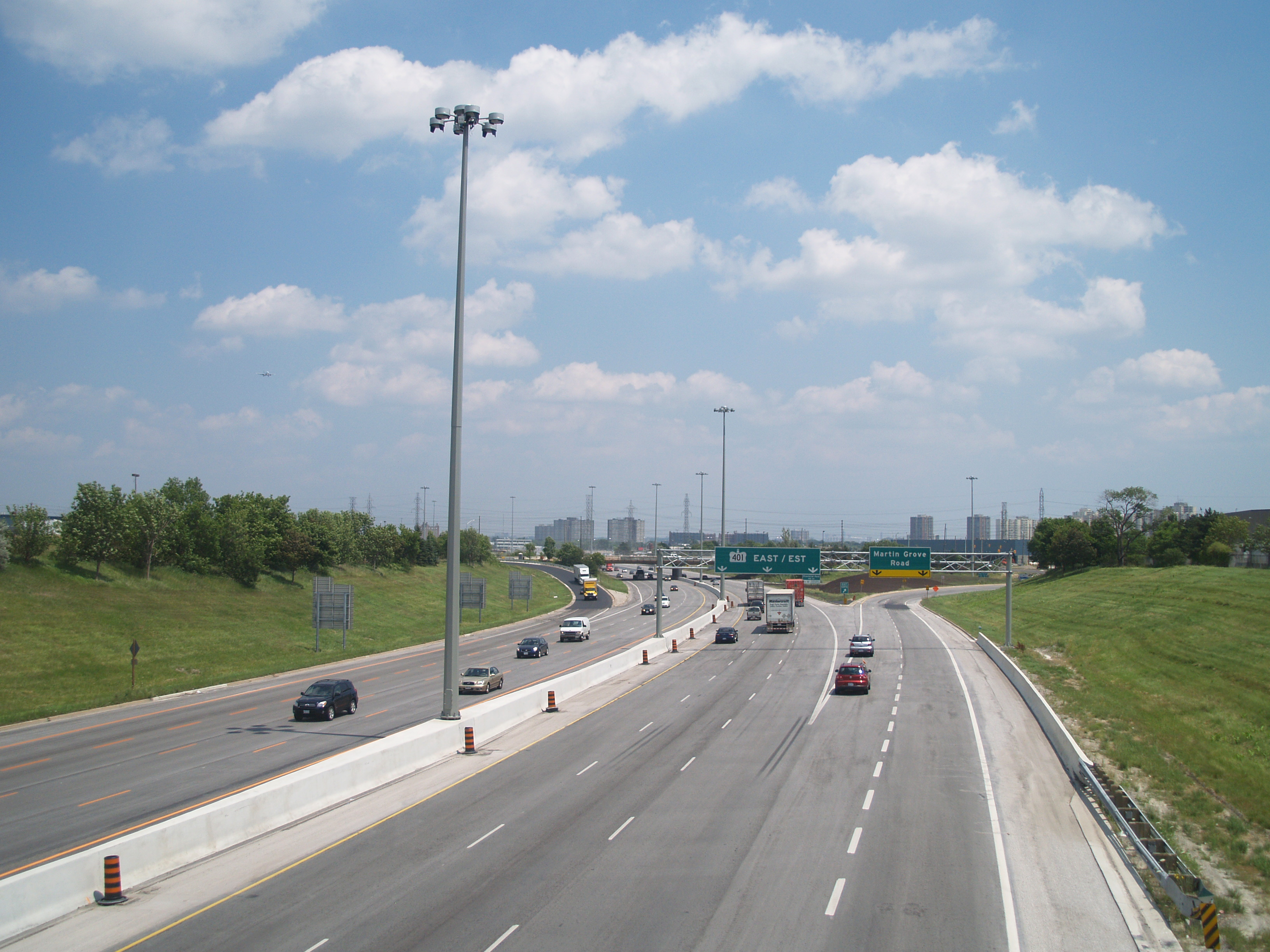
Бетонний бар'єр на серединній смузі (Highway 409). До реконструкції 2009 року був профільний металевий бар'єр на дерев'яних стовпцях
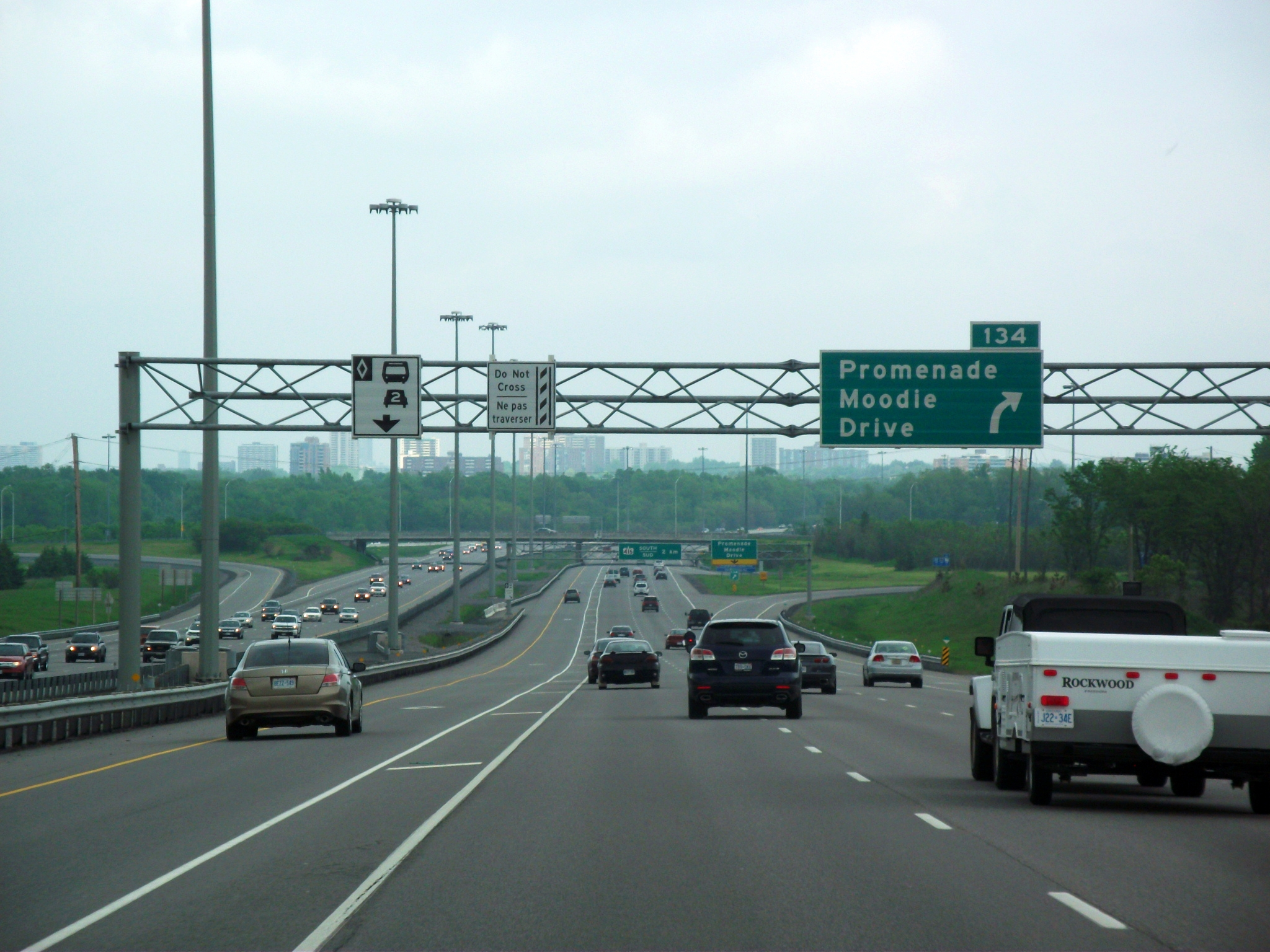
Металевий профільний бар'єр на серединній смузі (Highway 417)
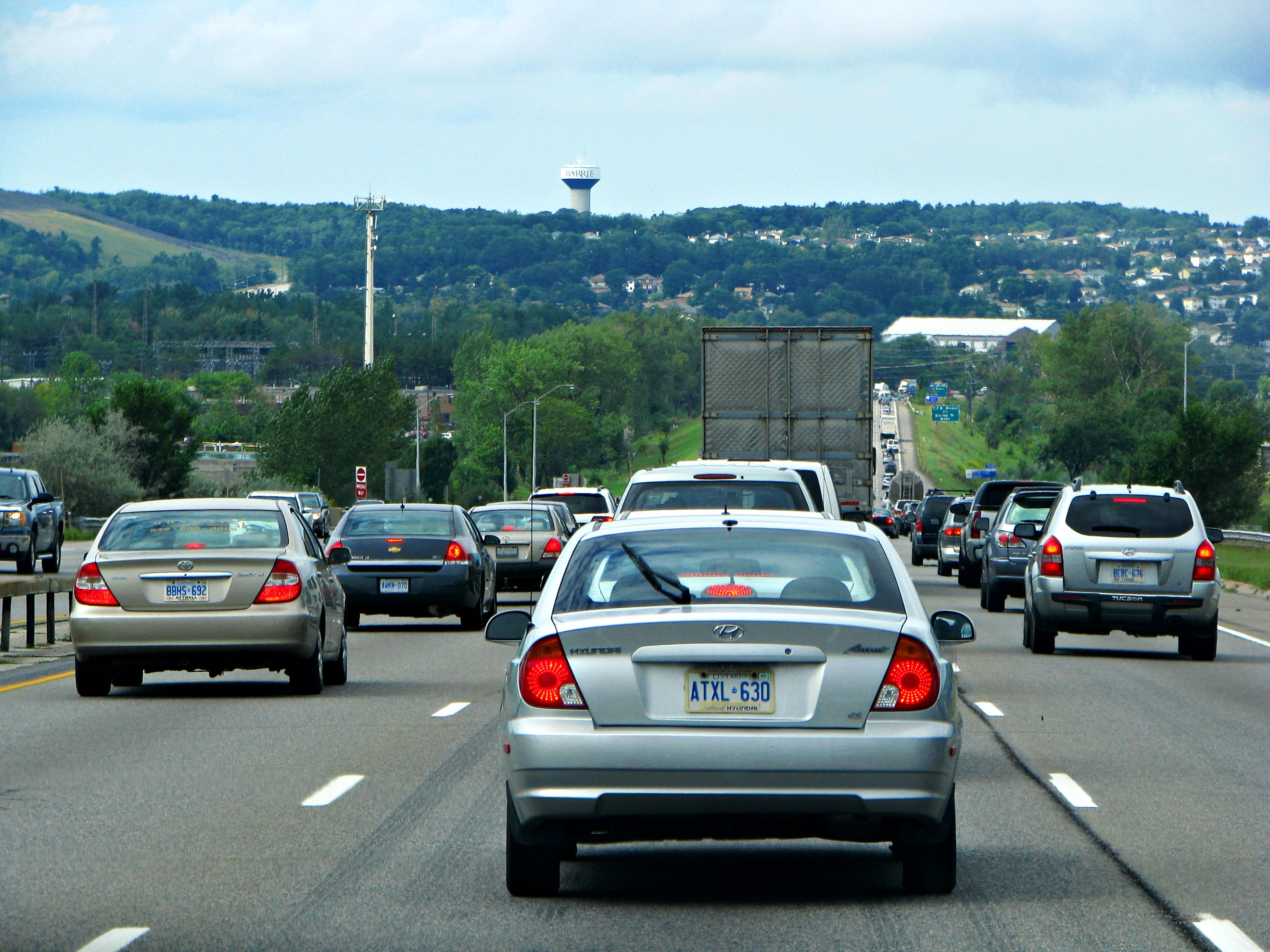
Ліворуч видно металевий коробчатий бар'єр (Highway 400)
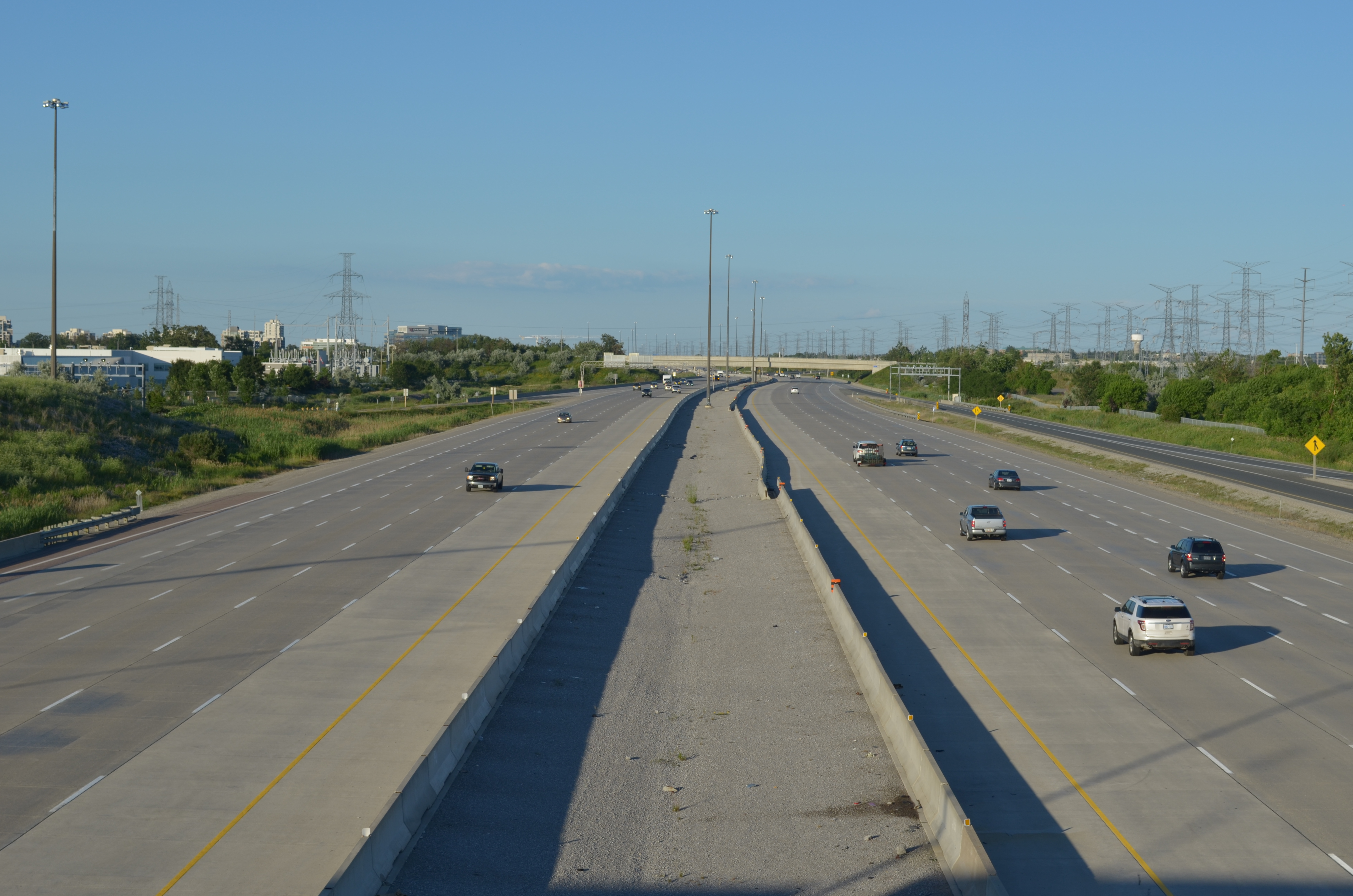
Тимчасові бетонні бар'єри (Highway 407). Встановлені 2010 року, на 2020 заплановане завершення реконструкції і спорудження монолітного серединного бар'єра

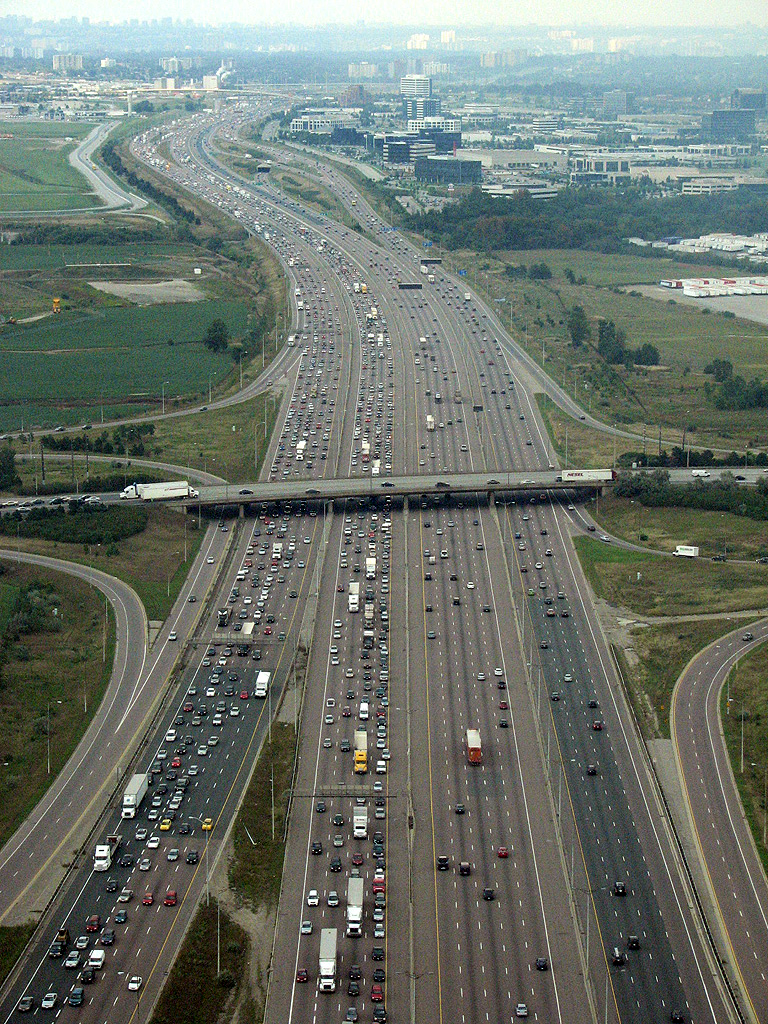
Highway 401 південніше від аеропорту «Торонто-Пірсон» у своєму найширшому місці (на перетині з Dixie Rd)

Рекордсменом за кількістю смуг руху є Katy Freeway — ділянка автомагістралі I-10 у Техасі. Вона має 26 смуг.
Наступною слідує I-5 у Сан-Дієго, яка на ділянці 3,2 км має 22 ряди (7 — експрес і 4 — колектор для кожного напрямку руху). У трійці рекордсменів також HWY-401 у Міссісозі (Онтаріо), який загалом має 18 смуг. В українських нормативних документах для автомагістралей передбачено лише по 4 смуги руху в кожному напрямку.
На автомагістралі крайня ліва смуга може бути виділена для руху лише автобусів та автомобілів з кількома пасажирами (англ. High-occupancy vehicle lane - HOV), або за оплату — для авто лише з водієм (англ. High-occupancy toll lane - HOT lane).

### Символьні позначення
Знаки, які вказують, що на даній дорозі (чи її відтинку) діють правила руху по автомагістралях, схожі майже у всіх європейських країнах:

Іспанія
Німеччина
Велика Британія, Ірландія
Швейцарія
Швеція
Франція
Італія
Румунія
Україна

Навпаки, у США, Канаді, та деяких інших країнах символи інші:

США
Канада
Китай
Індія
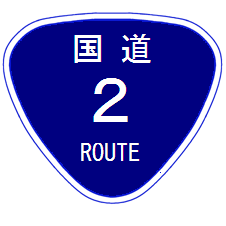
Японія
Південна Африка
Філіппіни
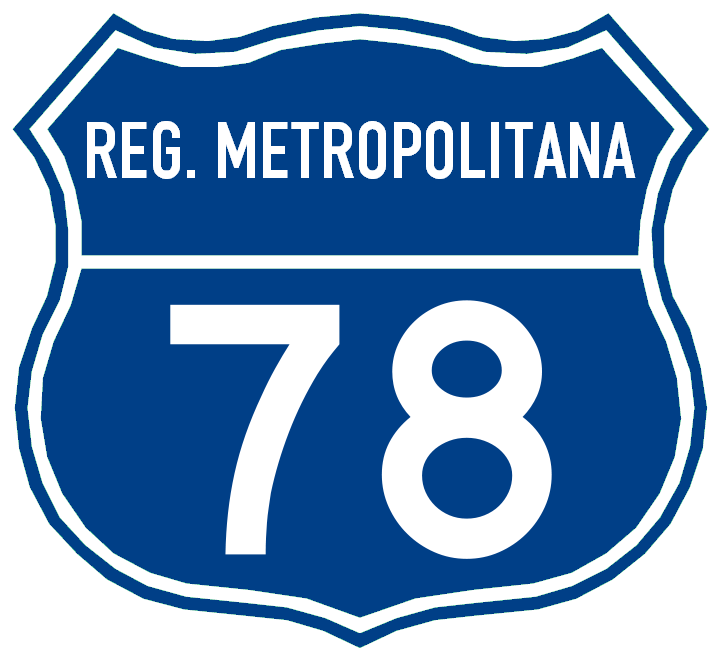
Чилі
Аргентина

## Користування автомагістралями
Правила їзди по автомагістралі можна розділити на дві групи — власне правила руху, що регламентуються офіційними документами, та рекомендовану поведінку на дорозі.

### Правила

Дорожній знак 5.1

Згідно визначення правил дорожнього руху, автомагістраль — автомобільна дорога, що:
- спеціально побудована і призначена для руху транспортних засобів, не призначена для в'їзду на прилеглу територію або виїзду з неї;
- має для кожного напрямку руху окремі проїзні частини, відокремлені одна від іншої розділювальною смугою;
- не перетинає на одному рівні інші дороги, залізничні і трамвайні колії, пішохідні і велосипедні доріжки, шляхи проходу тварин, має огородження на узбіччях і розділювальній смузі та обгороджена сіткою;
- позначена дорожнім знаком 5.1;

Практично всі правила руху на дорогах загального призначення чинні і для автомагістралей. Окрім того, встановлюються додаткові обмеження:
|  | 27.2. На автомагістралях і дорогах для автомобілів забороняється: а) рух тракторів, самохідних машин і механізмів; б) рух вантажних транспортних засобів із дозволеною максимальною масою понад 3,5 т поза першою і другою смугами руху (за винятком повороту ліворуч чи розвороту на дорогах для автомобілів); в) зупинка поза спеціальними місцями для стоянки, позначеними дорожніми знаками 5.38 «Місце для стоянки» та 6.15 «Місце відпочинку» г) розворот і в'їзд у технологічні розриви розділювальної смуги; ґ) рух заднім ходом; д) навчальна їзда. 27.3. На автомагістралях, крім спеціально обладнаних для цього місць, забороняється рух механічних транспортних засобів, швидкість яких за технічною характеристикою або їхнім станом менше 40 км/год., а також перегін та випасання тварин у смузі відведення дороги. |

Див. також інші поняття правил дорожнього руху.
Узбіччя на автомагістралях може бути використано лише у двох випадках: для зупинки авто, що має несправність, або пошкодження, або для проїзду машин спеціальних служб (поліція, медична допомога, пожежні авто). Проїзд по узбіччі або стоянка на ньому без негайної потреби у всіх країнах вважається серйозним порушенням і карається штрафами.
В українських та закордонних правилах руху не висвітлюється питання дорожньої розмітки, проте вона має свої особливості для автомагістралі. Водії, які розуміються на ній, можуть краще орієнтуватися на дорозі.

### Рекомендації
Приклад рекомендацій та порад, що у вжитку в Північній Америці.

#### Заїзд на автомагістраль
Заїзд зазвичай відбувається на двох послідовних відтинках дороги — по в'їзній рампі з малим радіусом кривини (R =50 —200 м) і смузі прискорення (розгону), що має великий радіус повороту (R =500 —1500 м).
При русі по рампі потрібно глянути вперед, у дзеркала заднього виду, і перевірити «мертві зони», щоб визначити, де влитися в найближчу смугу автомагістралі. Відразу після рампи розпочинається смуга прискорення (200 —400 м). На ній водії повинні увімкнути сигнали повороту, збільшити швидкість автомобіля до швидкості транспортного потоку на основній дорозі й плавно змінити смугу руху. Водії, що їдуть по автомагістралі, повинні, за можливості, звільнити крайню праву смугу, щоб надати місце для вхідних транспортних засобів. Останнє не є обов'язковим і не приписується правилами руху, проте рекомендується, як вияв увічливості на дорозі.
Більш складним випадком є коли рампа підходить зліва. Тоді вхідні автомобілі відразу переходять на смугу з найвищою швидкістю потоку. Це потребує швидшого розгону перед переходом на основну смугу.

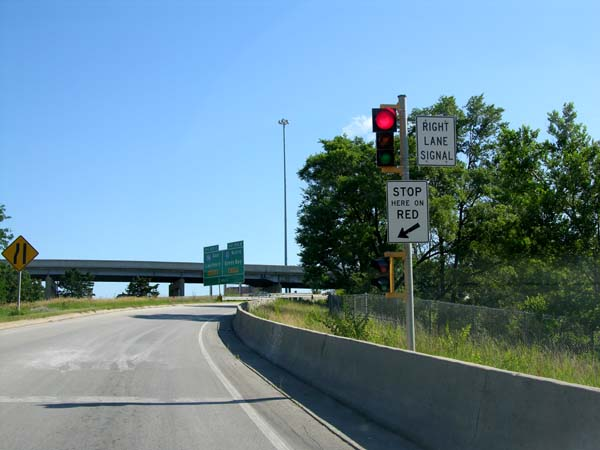
Рамповий лічильник (Hurontario St — QEW, Онтаріо)

Інколи в'їзд на автомагістраль регулюється світлофором (англ. ramp meter - дослівно «рамповий лічильник»), що має лише два кольори — червоний та зелений. Зазвичай він працює лише в години пік і призначений для регулювання інтенсивності вхідного транспортного потоку. Давачі, вмонтовані в покриття дороги, подають інформацію про інтенсивність та швидкість транспортного потоку (одночасно на автомагістралі та в'їзній рампі) до мікропроцесора, який і керує режимом роботи світлофора. Протягом зеленої фази пропускається 1 авто (інколи до 3 авто).

#### Рух по автомагістралі
При русі по автомагістралі бажано дотримуватися постійної швидкості, дивлячись уперед і оцінюючи ситуацію попереду і на сусідніх смугах. Зір повинен постійно переміщатися по дорозі, перевіряючи всі сторони (включаючи ззаду). Вперед слід дивитися на віддаль, де авто буде через 15 —20 с, або, при русі на найшвидшій смузі, — якнайдалі вперед.
Навколо великих вантажівок потрібно залишати достатню віддаль, оскільки вони значно обмежують видимість дороги.
Вибирати слід праві смуги, залишаючи ліві для обгону. Якщо автомагістраль має три і більше смуг руху в кожному напрямку, то вантажним авто заборонено їхати по крайній лівій (швидкісній) смузі.
Не можна переходити на іншу смугу, рухаючись з меншою швидкістю, ніж рухається транспортний потік на ній. Це небезпечно і є порушенням правил руху.

#### З'їзд з автомагістралі
Зазвичай, з'їзд проходить по двох ділянках дороги. Смуга сповільнення відводить авто з основного транспортного потоку й дозволяє йому зменшити швидкість; кругова рампа спрямовує авто в іншому напрямку до іншої дороги.
При залишенні автомагістралі потрібно завчасно увімкнути сигнали повороту, коли авто ще знаходиться на автомагістралі. При цьому не можна відразу знижувати швидкість. Сповільнювати авто можна лише, коли воно з'їхало на смугу сповільнення і коли це не перешкоджає іншим ТЗ, що продовжать рух по автомагістралі. Зазвичай, на рампах вказується рекомендована безпечна швидкість. Для внутрішніх кругових рамп (лівоповоротних) вона становить 40 —50 км/год, для зовнішніх — 70 —80 км/год. Обов'язково потрібно перевіряти швидкість за показами спідометра. Тривалий рух по автомагістралі викликає так званий ефект «втрати здатності правильно оцінювати швидкість» (англ. speed adaptation або англ. velocitization), коли людина звикає до високої швидкості і не може реально оцінити її небезпеку на поворотах. При з'їзді з автомагістралі потрібно бути готовим до зупинки перед знаком «Стоп» або світлофором у кінці рампи.
З'їзди завжди завчасно обставлені інформаційно-вказівними знаками, яких має бути принаймні три: за кілька кілометрів до транспортної розв'язки (англ. pre-advance), за 400 —600 м  або на початку відгону смуги гальмування (англ. advance), і безпосередньо в місці, де смуги автомагістралі і рампи розділюються й стають незалежними (англ. turn-off). Якщо водій вчасно не перелаштувався на з'їзд і пропустив його, у жодному разі не можна зупинятися і вертатися назад заднім ходом. Слід продовжити рух до наступної розв'язки.

## Безпека на автомагістралях
АМ вважаються безпечнішими ніж інші дороги. При їх частці у понад 25 % у пройдених кілометрах вони вносять лише 8 % у частку аварій (статистика по Європі). Організація економічного співробітництва та розвитку представила звіт по статистиці аварій за 2015 рік, у якому порівнюються загальна аварійність на дорогах з тою, що сталася на автомагістралях:
| Країна    | Загиблих на 1 млрд ам/км | Загиблих на 1 млрд ам/км |
| Країна    | Всі дороги               | Автомагістралі           |
| --------- | ------------------------ | ------------------------ |
| Австрія   | 5,37                     | 1,27                     |
| Бельгія   | 7,30                     | 2.65                     |
| Данія     | 3,41                     | 1,00                     |
| Фінляндія | 4,90                     | 0.80                     |
| Франція   | 5,92                     | 1.98                     |
| Німеччина | 4,60                     | 1.75                     |
| Словенія  | 6,66                     | 2,26                     |
| Англія    | 3,56                     | 0,91                     |
| Швейцарія | 3,97                     | 0,92                     |
| США       | 7,04                     | 3,47                     |

Звіт за 2018 рік підтвердив статистику, стверджуючи, що смертельні випадки на автомагістралях трапляються у 2—6 разів рідше, ніж на загальній мережі доріг.
Статистичні дані по німецьких автобанах свідчать, що вони є порівняно безпечніші, ніж інші дороги. Рівень травматизму та нещасних випадків на автомагістралях у кілька разів нижчий, ніж на інших дорогах. Проте частка нещасних випадків по відношенню до травматизму на автомагістралі є порівняно високою, що пояснюється більшими швидкостями руху.
Іншими словами, аварії на автомагістралі трапляються рідше, але якщо вже трапляються, то їх наслідки більш трагічні.
| Категорія дороги | Травматизм | Летальні випадки | Рівень травматизму* | Рівень летальності* | Летальність на 1000 травмованих |
| ---------------- | ---------- | ---------------- | ------------------- | ------------------- | ------------------------------- |
| Автобан          | 17,847     | 387              | 80                  | 1.7                 | 21.7                            |
| Міські дороги    | 206,696    | 1,062            | 1390                | 5.1                 | 3.7                             |
| Міжміські дороги | 75,094     | 2,151            | 220                 | 7.6                 | 34.5                            |
| Разом            | 299,637    | 3,600            | 420                 | 5.0                 | 12.0                            |

* на 1 млрд пройдених кілометрів

## Економіка будівництва
Вартість будівництва автомагістралей дуже залежить від умов місцевості та виду й кількості штучних споруд (шляхопроводів, мостів, віадуків, тунелів). У Європі найдорожчі дороги в Австрії (€12.87 млн/км), далі слідують Угорщина (€11,21 млн/км), Словаччина (€9,56 млн/км) і Чехія (€8,86 млн/км). Гірські умови в середньому вдвічі збільшують вартість будівництва.
Окремі проєкти можуть значно виходити за рамки середніх цін. Наприклад, подовження автобану А100 поблизу Берліна на 3,2 км обійшлося в понад €470 млн (€147 млн за кілометр).
Автобан у Швейцарії поблизу Цюриха коштував €101 млн за кілометр.
Основний внесок у цей кошторис зробили тунелі, будівництво яких обходиться в 30 разів дорожче, ніж автомагістралі.
У Північній Америці вартість автомагістралі (3 смуги руху в кожному напрямку) становить приблизно $4,4 млн/км для сільської місцевості й понад $7 млн/км для міських умов.

## Проблеми довкілля

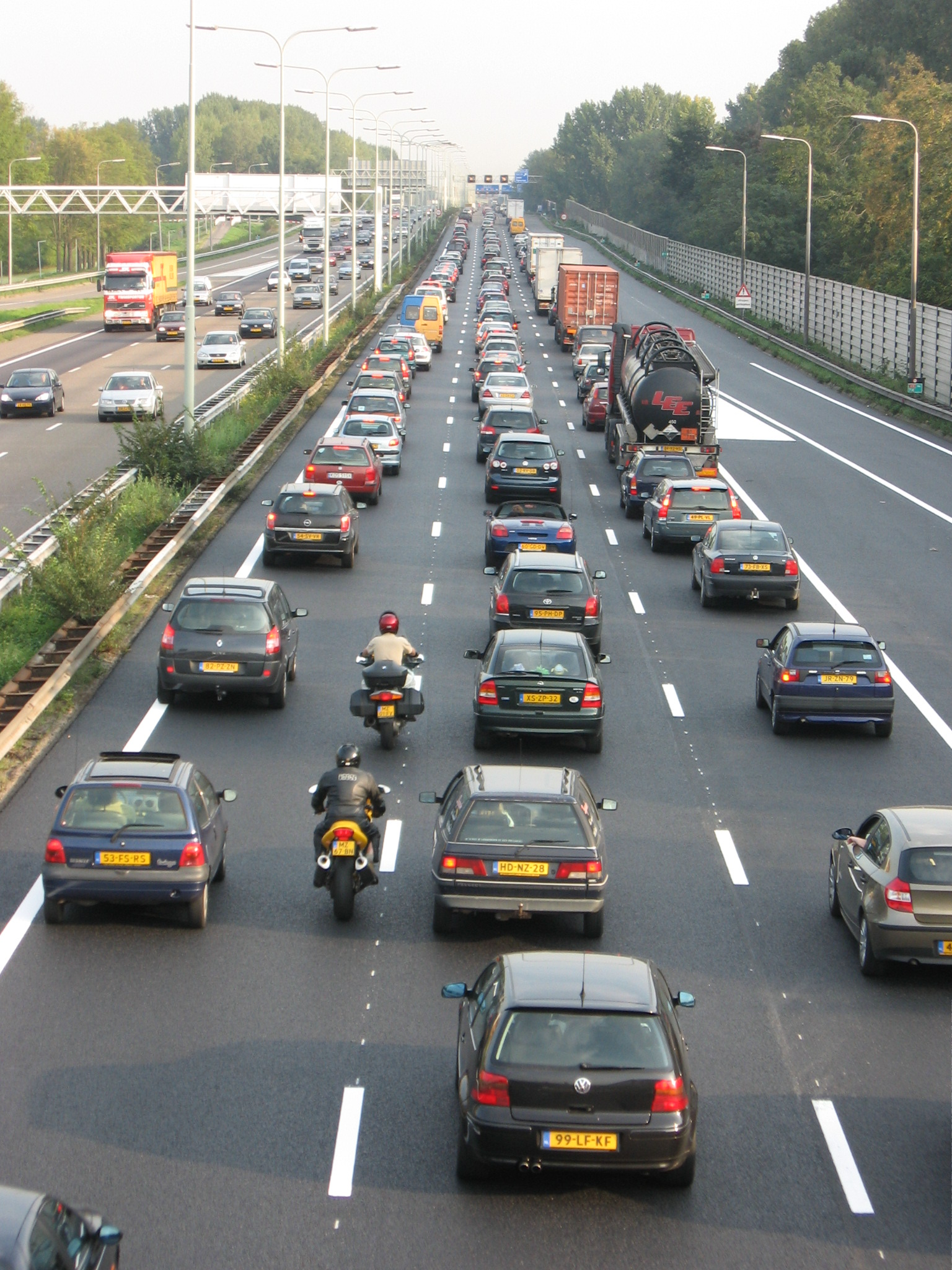
Дорожні затори є причиною утворення смогу.

Автомагістралі є об'єктами серйозної критики з боку урбаністів та захисників довкілля, які звертаються увагу на підвищений рівень шуму,
забруднення довкілля. Економічний розвиток районів теж інколи зазнає негативного впливу.
Окрім того водії часто скаржаться на неефективність автомагістралей у години пік.
На початку 1970-х років Конгрес США визнав, що автомагістралі та інші дороги є найбільшим джерелом шуму в американських містах.
Незабаром були розроблені численні комп'ютерні моделі для аналізу шуму і зменшення його рівня.

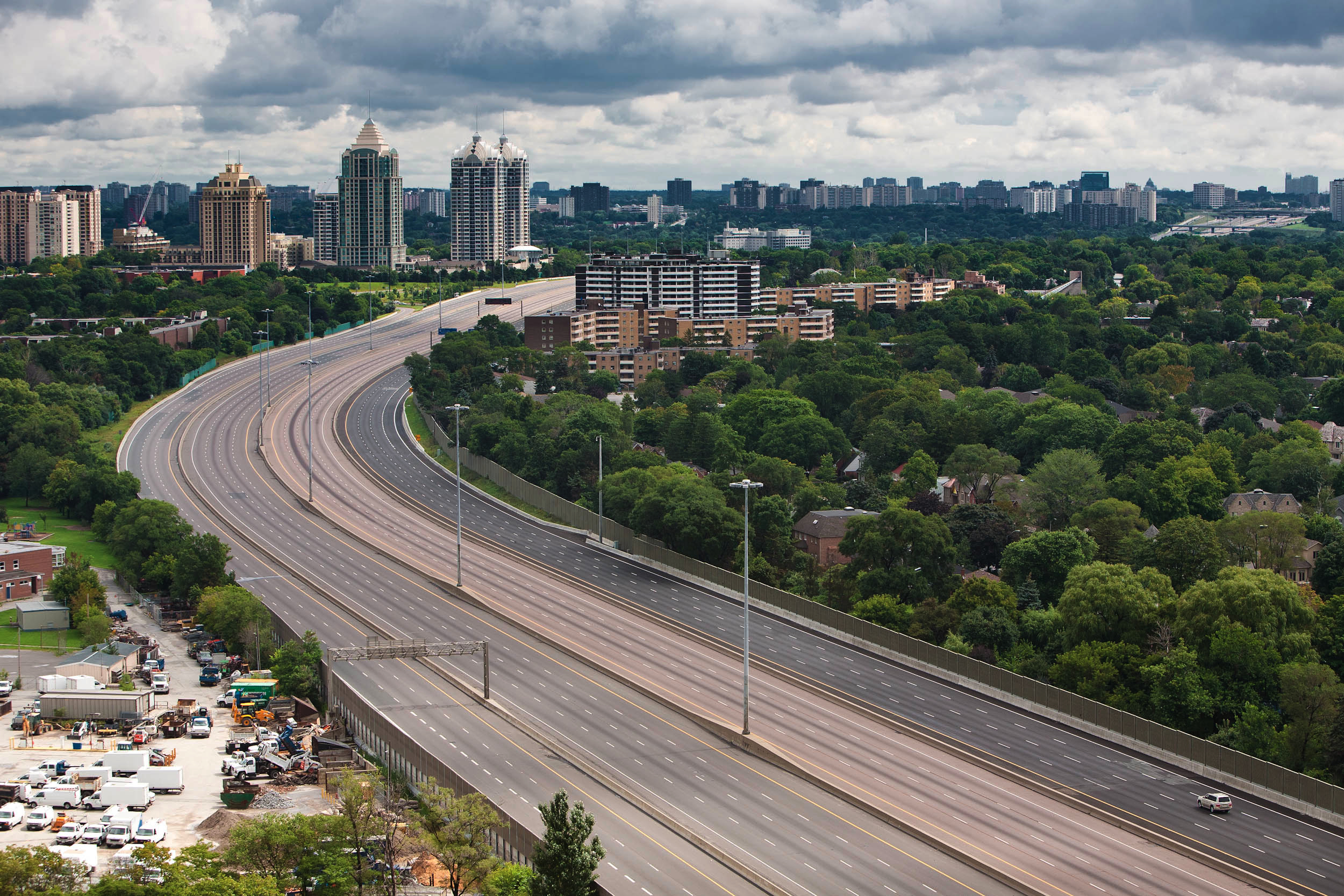
Шумозахисний екран вздовж автомагістралі HWY401 (Торонто).
Рідкісний знимок порожнього HWY401, який є найзавантаженішим у Північній Америці. Зроблений 2008 року, коли через вибух цистерн з пропаном HWY401 на кілька годин був закритий.

Окремі міста почали проводити кампанії з демонтажу автомагістралей, у процесі яких магістралі перебудовувалися в бульвари або парки, зокрема у Сеулі, Портленді, Нью-Йорку, Бостоні, Сан-Франциско, Мілвокі.
Спорудження магістралей у тунелях дозволяє звільнити заселені території від частини транспорту, покращити екологічну ситуацію та зберегти історичну забудову, як це було зроблено в Сіднеї (п'ять підземних магістралей), Брисбені (три підземні магістралі) та у Мельбурні (дві магістралі).
Противники автомагістралей стверджують, що автомагістралі є частиною замкнутого кола: швидкісні дороги, покликані зменшити навантаження на наявну мережу, дуже швидко притягують до себе транспортні потоки і самі стають місцями заторів. Окрім того, жителі навколишніх територій починають більше купувати авто, розраховуючи скористатися новими дорогами, і це теж збільшує транспортне навантаження. Цей феномен знаний як індукований попит.
Позаміські автомагістралі зазвичай сприяють економічному розвитку районів, віддалених від центральних міст, підвищують вартість нерухомості. Проте у містах їх сусідство негативно впливає на привабливість і вартість житла, а навколишні мешканці отримують ще один соціальний поділ — на тих, хто не має власного авто і хто може собі дозволити його. Часто саме бідніша частина населення висловлюється проти будівництва магістралей.
Експерти з планування стверджують, що навіть якщо магістралі старанно спроєктовані й побудовані з урахуванням їх зручності та безпеки, вони не можуть надавати всім соціальним та етнічним групам однакові можливості рекреації, працевлаштування та освіти. Це справедливо для всіх міст і особливо це стосується безпосередніх сусідів дороги.
Втім, автомагістралі все ж сприяють розвитку малого бізнесу.
Бум будівництва Interstate Highway System у США призвів до руйнування тисяч житлових кварталів, переселення десятків тисяч людей. У багатьох містах відбувалися протести проти автомагістралей. Результатом стало створення Міністерства транспорту США, першим завданням якого було залагодження конфліктів між автомагістралями та містами.
Тепер розширення мережі автомагістралей у США майже зупинилося. Тому є кілька причин:
- високі вимоги щодо юридичних гарантій перед тим, як отримати право на майно (земляну ділянку);
- значне зростання вартості нерухомості;
- високі ціни на будівельні матеріали;
- активність місцевої опозиції будівництву автомагістралей у міській зоні;
- прийняття Закону про національну політику в області охорони довкілля[en], який вимагає, щоб кожен проєкт, фінансований з федеральних фондів, повинен пройти екологічну перевірку;
- зростання популярності громадського транспорту підвищеної місткості (наприклад залізниць, швидкісних трамваїв та швидкісних автобусів)[75].

Крім цього, інвестори постійно ризикують недоотримати прибутки, оскільки в США податок на паливо не індексується автоматично зі зростанням інфляції, а кожне підвищення податку на пальне викликає акції протесту.

## Зупинені та скасовані проєкти

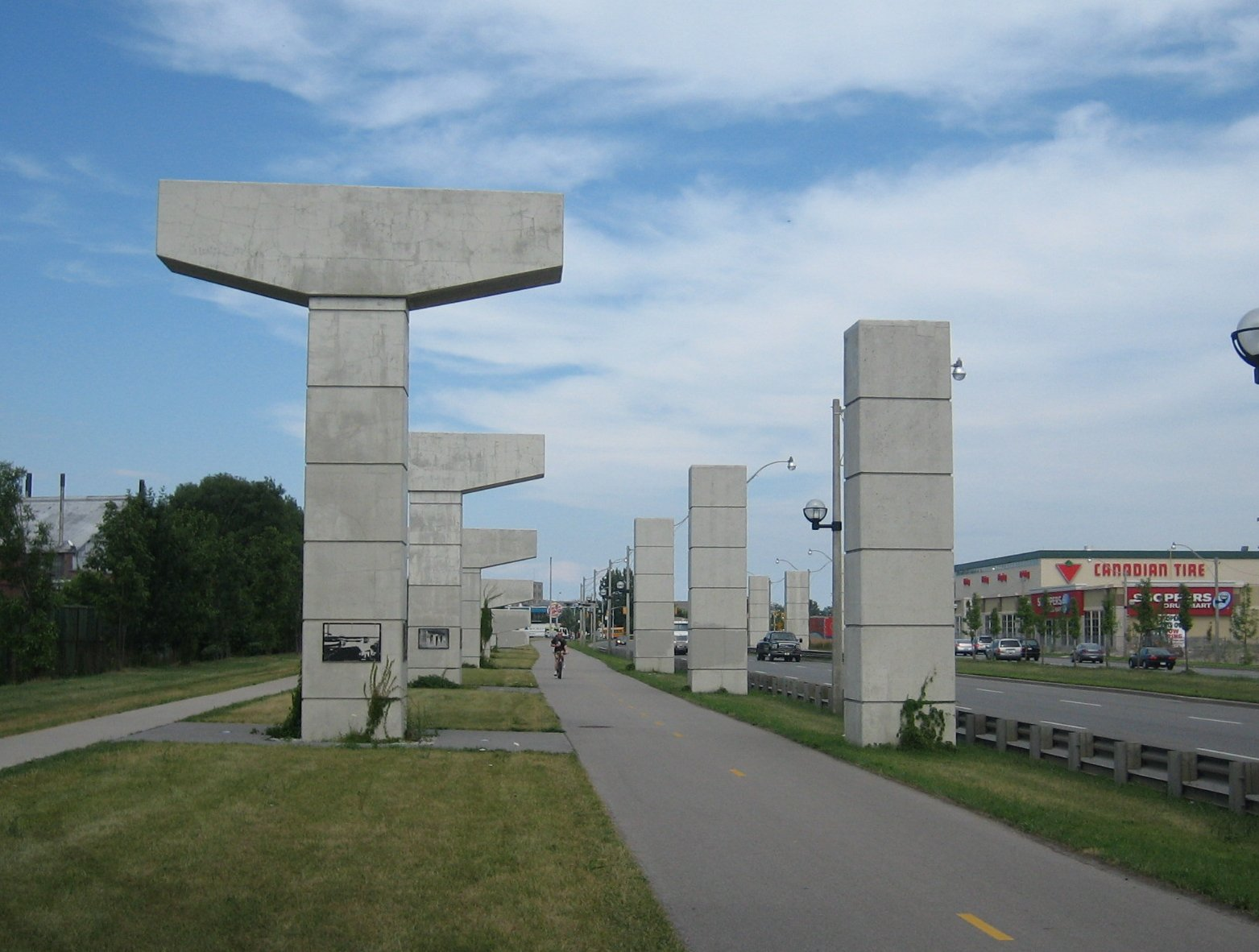
Опори демонтованої автомагістралі у Торонто залишилися як архітектурна пам'ятка.

У світі є багато зупинених або збудованих і частково чи повністю розібраних автомагістралей.
У Торонто було скасовано кілька проєктів автомагістралей. Основна причина — активний супротив громадськості проти руйнування наявної забудови. Частина вже збудованої ділянки Gardiner Expressway була розібрана, але опори шляхопроводу все ж залишися. Зупинення розбудови Gardiner Expressway спричинило скасування проєктів кількох інших суміжних автомагістралей.
У Новій Шотландії подібний проєкт теж був закритий невдовзі після спорудження першої черги Cogswell Interchange.
А проєкт Shaganappi Trail у Калгарі через опозицію захисників довкілля так і не вийшов за стадію планування.
Низка проєктів автомагістралей у Квебеку також з різних причин не була реалізована — Autoroute 6, 9, 13, 15, 16 та інші.
Фінансова криза в Азії 1997 року закрила проєкт у Малайзії, а протести населення скасували проєкт Kinrara–Damansara Expressway.
У США, що має одну з найбільших мереж автомагістралей у світі, відповідно, список нереалізованих проєктів сягає кількох десятків.

## Автомагістралі в Радянському Союзі
У Радянському Союзі в 30-х роках XX століття також планували автомагістралі. Найамбіційніший проєкт передбачав прокладання автомагістралі Москва — Мінськ та Москва — Київ. Дорога мала бути завширшки 18 м з триметровою роздільною смугою, з удосконаленим покриттям, транспортними розв'язками в різних рівнях. Передбачалося спорудження паралельної дороги спеціально для тракторів, через кожні 5 км — кам'яні арки для пропуску худоби. Кошторисна вартість була захмарною для Союзу — 1 мільярд карбованців. Тому був прийнятий спрощений проєкт, майже вдвічі дешевший, на який теж бракувало фінансування, матеріалів, техніки, робочої сили (навіть з використанням ресурсів ГУЛАГу). Вже під час будівництва проєкт знову був спрощений (без паралельної тракторної дороги, дворівневих розв'язок, арок). Кінцева дорога за технічними показниками не була автомагістраллю. Особливість будівництва дороги Москва — Київ — вона будувалася одночасно на всій її довжині, а не ділянка за ділянкою.
Слід відзначити відмінність у цільовому призначенні автомагістралей у Німеччині, Північній Америці та Радянському Союзі. Автомагістралі в західних країнах не проєктувалися з огляду на їх воєнне значення. В Америці це було без потреби, а в Німеччині це було б надто затратно, оскільки на масові військові автомобільні перевезення бракувало пального. Автобани не мали істотної ролі у військових переміщеннях.
Натомість у наказі про початок будівництва двох перших автомагістралей у Радянському Союзі було вказано на оборонну роль майбутніх доріг. Саме тому вони й були вибрані як першочергові з півтора десятка інших необхідних доріг. Це ж відмічала й закордонна преса. В американській газеті «The San Mateo Times» 16 вересня 1936 року вийшла стаття під заголовком «Радянський Союз поспішає з військовими дорогами до Німеччини у побоюванні війни» (англ. «Soviet Rushing Military Roads to Germany in Fear of War»). Насправді, згідно з розрахунками, по автомагістралі Москва-Мінськ можна було перевозити на автомобільному транспорті дві стрілецькі дивізії (людей та озброєння) за одну добу.
Значний прогрес у дорожньому будівництві відбувся у 1951—1955 роках (п'ята п'ятирічка). Було відзвітовано про спорудження автомагістралей Москва — Сімферополь, Київ — Харків — Ростов, Ростов — Мінеральні Води — Орджонікідзе, Мінськ — Брест та ін. Проте за технічними показниками вони ніколи не були автомагістралями.
Першою ж справжньою автомагістраллю в Радянському Союзі була Московська кільцева автомобільна дорога, побудована у 60-х роках (109 км).

## Автомагістралі в Україні
В українських стандартах щокілька років змінювалося означення автомагістралі. 2000 року термін «автомагістралі» та «швидкісні дороги» були вилучені з нормативного документа. У версії від 2007 року автомагістралі повертаються в норми й ними стають лише дороги категорії Іа. А в наступній редакції 2015 року автомагістралями стали називатися дороги всієї І категорії (Іа та Іб) натомість термін «швидкісна дорога» був вилучений. Це нововведення автоматично виключило всі швидкісні дороги України з категорії Іб.
Невдовзі «швидкісна дорога» все ж була повернута в нормативний документ. Вона не є прив'язана до жодної категорії, і, згідно з означенням («Автомобільна дорога, що має не менше ніж дві смуги руху в кожному напрямку, напрямки руху відокремлені один від одного розділювальною смугою, може перетинати на одному рівні інші автомобільні дороги, має огородження на розділювальній смузі»), взагалі не може існувати, оскільки вимагає наявності розділювальної смуги, яка, згідно з цими ж нормами, може бути лише для автомагістралей. Навпаки, у російських стандартах збереглася категорія Іб «швидкісні дороги».
У пресі часто безпідставно називають автомагістралями будь-які значущі дороги, незважаючи на те, наскільки вони відповідають стандартам.
Станом на 2018 рік в Україні формально є лише одна автомагістраль — ділянка дороги М-03 від Борисполя до Києва. При довжині всього 14 км вона має радше символічно-представницьке значення (міжнародний аеропорт — столиця України), ніж практичне. Дозволена швидкість 130 км/год економить лише трохи більш як 2 хв, ніж коли рухатися з економічною швидкістю 90 км/год.

## Транспортні затори та майбутнє автомагістралей

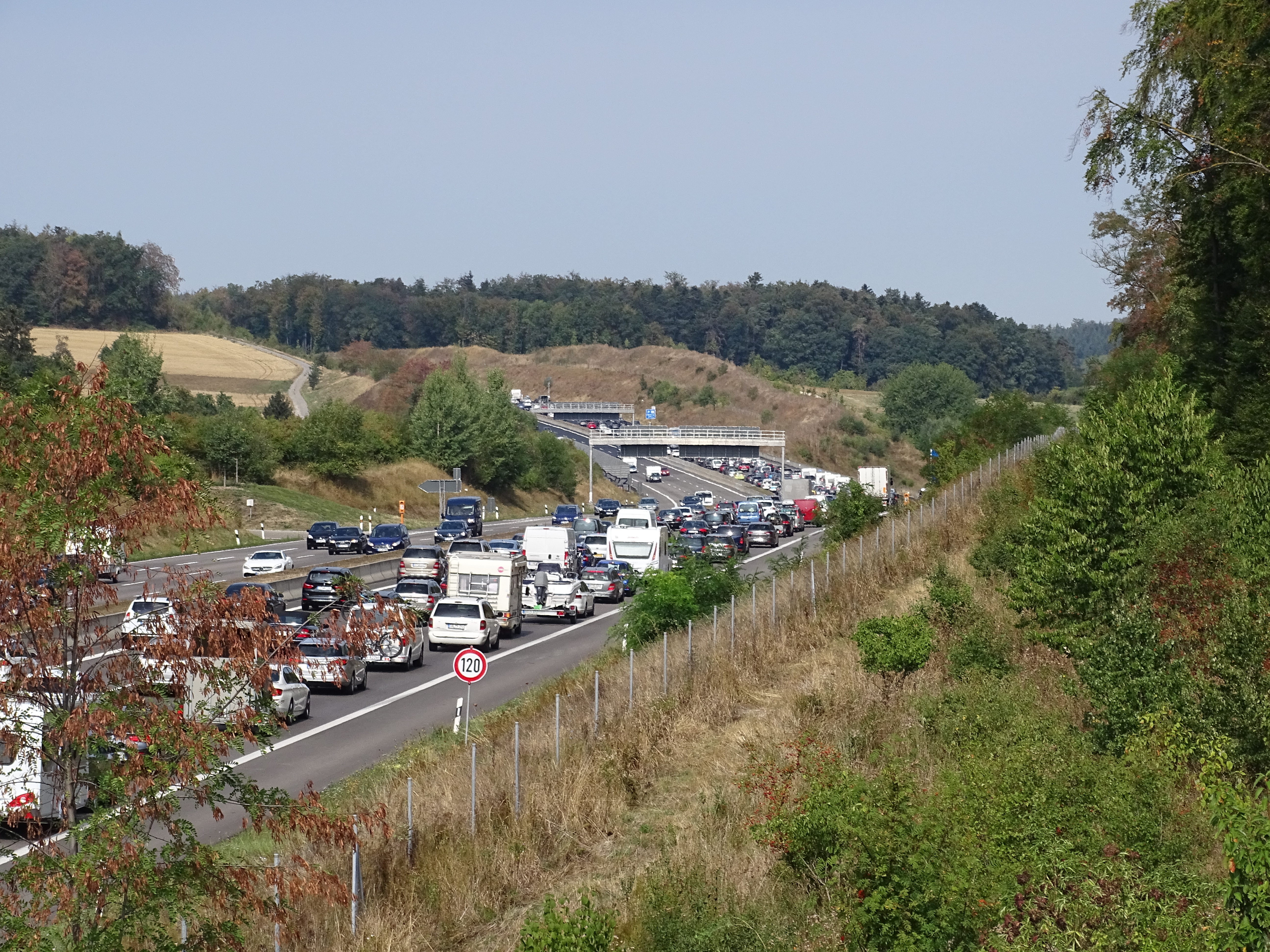
Затор на автомагістралі поблизу Штутгарта.

Практично всі автомагістралі періодично страждають від заторів. Найвідоміші приклади:
- липень 2016 року, Індія, Ґурґаон. Сильний дощ викликав транспортний затор довжиною майже 20 км, який протримався 12 годин;
- липень 2016 року, Індонезія, Бребес. Затор завдовжки 21 км протримався три дні, загинуло 12 людей;
- жовтень 2015 року, Китай, автомагістраль Macau поблизу Гонконгу. Затор завдовжки 100 км протримався 12 днів у місці, де 50 смуг руху біля пункту збору оплати переходять у 20 смуг автомагістралі;
- листопад 2013 року, Бразилія, Сан-Паулу. 310 км автомагістралі були вщент заповнені авто, які простояли кілька годин;
- серпень 2010 року, Китай, Пекін. 100 км автомагістралі Пекін-Тибет були заблоковані на 12 днів.

Кількість смуг не може збільшуватися до безмежності. Розширення автомагістралі, яка не справляється з транспортним потоком, дає лише тимчасовий ефект, а згодом ситуація стає ще гіршою. Класичним прикладом є ця ж ділянка I-10 Katy Freeway. Перед реконструкцією 43 км дороги від центру Х'юстона до західного передмістя потребували 52 хвилин у годину пік. Після п'ятирічної перебудови, що обійшлася у 2,8 млрд доларів, на це потрібно було лише трохи менше часу — 47 хвилин. А ще через три роки — у 2014 — ситуація стала гіршою, ніж на початку, — понад 70 хвилин. Подібне повторювалося й на інших автомагістралях. I-405 у Лос-Анджелесі, поглинувши більше мільярда доларів та п'ять років часу на розширення, вже через рік стала ще повільнішою дорогою. Те ж спостерігалося й у Великій Британії, Японії, Туреччині.
Причина цього — ефект індукованого попиту. Чим зручніші умови їзди по дорозі, тим більше водіїв вона приваблює. Додавання нових смуг руху дуже швидко викликає зростання транспортного потоку. По-перше, водії змінюють свій розклад поїздки. Якщо раніше вони виїжджали, скажімо, о 6-й годині ранку, то тепер — о 7:30, ближче до години пік.
По-друге, з'являються водії-мігранти, що змінили паралельні дороги на автомагістраль.
По-третє, ті, хто раніше користувався громадським транспортом, чи варіантом карпулінгу, тепер їдуть наодинці.
Усі ці загалом небажані аспекти поведінки водіїв складають так звану теорію «потрійного сходження» (англ. triple convergence), відому ще під терміном «залізне правило заторів» (англ. Iron Law of Congestion).
Невдовзі настає пік рівноваги, коли затори зупиняють приплив нових користувачів дороги.
Це додаткове зростання транспортного потоку отримало назву «згенерований трафік» (англ. genetated traffic). Інший результат додавання смуг — збільшується кілометраж, що припадає на окреме авто. Ліпші умови руху, зменшені витрати часу та пального спонукають водіїв їхати далі за потрібними товарами, до роботи, за відпочинком тощо. Тобто, значна частина поліпшення не йде на збільшення користувачів дорогою, а забирається вже існуючими ТЗ.

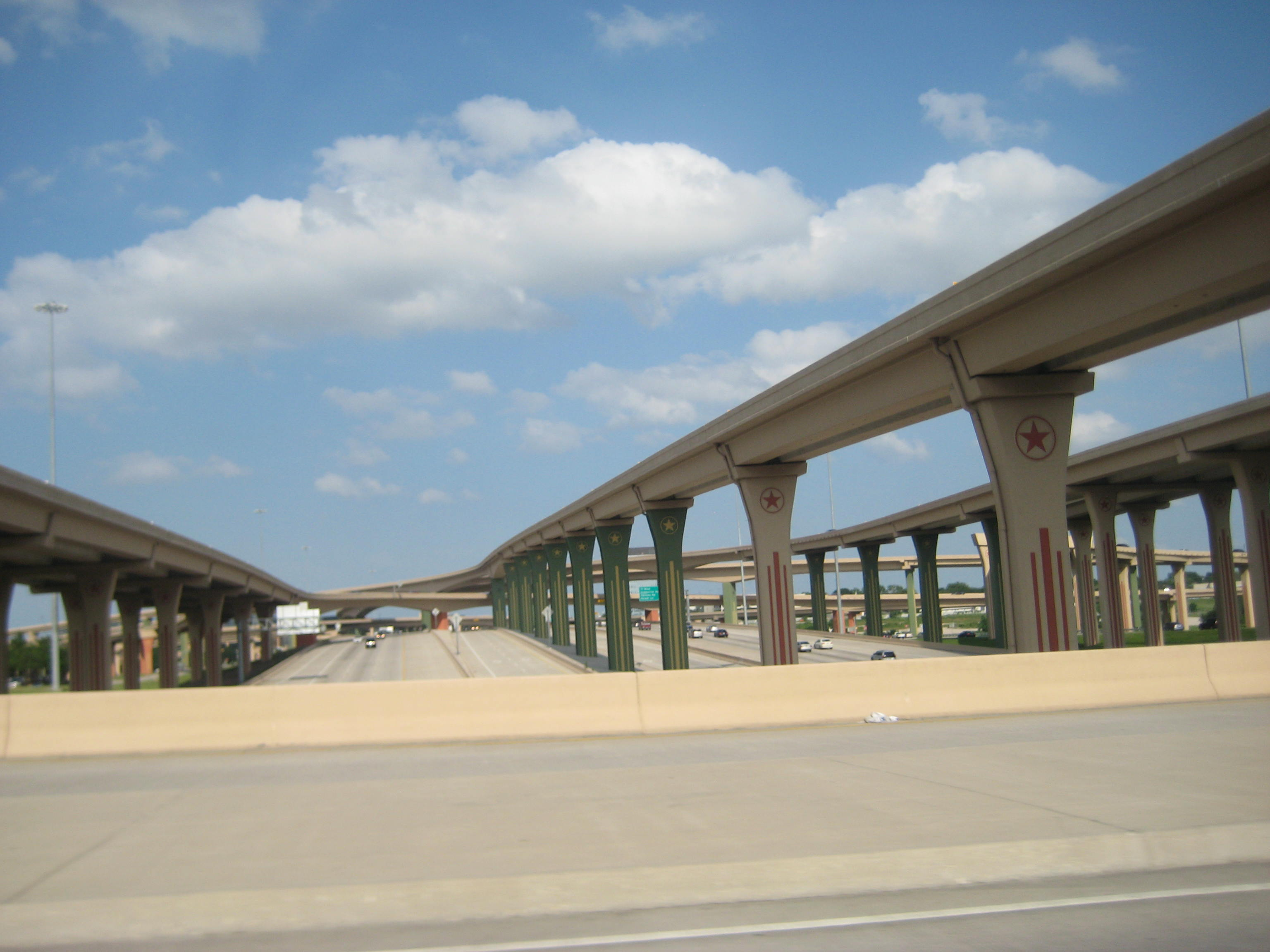
I-635 у двох рівнях (Даллас).

Насправді, якщо автомагістраль вже не справляється з транспортним потоком, є небагато опцій щоб поліпшити ситуацію. Окремі заходи, як, наприклад, введення рампових лічильників, динамічне регулювання максимальної швидкості, використання узбіч як проїзної частини в години пік, можуть лише трохи згладити пік транспортного навантаження, але проблеми заторів залишаються. Під час обговорення проєктів реконструкції HWY401 на найширшій ділянці (18 смуг руху поблизу аеропорту «Торонто-Пірсон») виявилося, що є лише три варіанти, і жоден з них не може надовго ліквідувати затори на автомагістралі:
- побудувати додаткові смуги руху або лінії громадського транспорту;
- ввести гнучку оплату за користування дорогою;
- почекати, поки будуть винайдені й впроваджені нові технології (наприклад, безпілотні автомобілі та автобуси).

Було запропоновано нову концепцію «Суперекспрес» (англ. Super Express). Вона поєднує всі три варіанти — розширення автомагістралі на другий рівень (естакада), частина нових смуг будуть платними і всі вони будуть пристосовані до майбутніх безпілотних ТЗ. Подібні проєкти, що передбачають спорудження над наявною дорогою естакади, вже реалізовані в Техасі — LBJ Express поблизу Далласу та I-10/I-35 у Сан-Антоніо. Проте навіть такі супердорогі «Суперекспреси» (10 млрд доларів за 8 км HWY 401) не можуть повністю вирішити проблему заторів. Спеціаліст з транспортного планування Льюїс Мамфорд з цього приводу висловив свою думку, яка часто цитується в спеціалізованих та популярних статтях,: «Будувати більше доріг, щоб запобігти заторам — це все рівно, що товстому чоловіку розпускати пасок, щоб запобігти ожирінню».
Аналіз та моделювання заторів дає несподіваний результат — найефективнішим способом боротьби із заторами є не розширення автомагістралі, а зменшення її привабливості для водіїв (англ. reduced demand). Це може бути досягнуто, наприклад, введенням оплати за проїзд або адміністративними заходами зі стимулювання карпулінгу. Якщо одного з кожних п'яти водіїв на автомагістралі змусити пересісти пасажиром до іншого авто, то кількість заторів, їх тривалість, та довжина зменшаться наполовину.
Втім, поки що задовільного вирішення цієї проблеми не знайдено.